# Église Notre-Dame-de-l'Assomption de Gouzangrez
L'église Notre-Dame-de-l'Assomption est une église catholique paroissiale située à Gouzangrez, dans le Val-d'Oise, en France. Elle réunit une nef unique romane très simple de la fin du XIe siècle à un transept et un chœur gothiques du second quart du XIIIe siècle. Le portail primitif a été remplacé par le portail roman actuel au début du XIIe siècle, au plus tard au cours des années 1120. Ce portail, flanqué de quatre colonnettes à chapiteaux identiques, constitue l'élément le plus intéressant de l'église à l'extérieur. Sa silhouette assez typique est toujours celle du XIIIe siècle, mais l'étage de beffroi du clocher en bâtière central a été reconstruit sans style à l'époque moderne, et le croisillon nord est en grande partie néo-gothique. À l'intérieur, la nef et les bras du transept ont été redécorée dans le même goût, tandis que la croisée du transept conserve son architecture gothique élégante d'origine, abstraction faite de la voûte. Le chœur, dont l'important développement en longueur peut s'expliquer par la double fonction de l'église comme église priorale et paroissiale, a été revoûté à la Renaissance, et se présente donc dans un style éclectique. Avec le logis de l'ancien prieuré mitoyen du croisillon sud, et l'enclos du cimetière avec sa croix du XIIIe siècle l'église forme un ensemble remarquable, qui marque fortement l'identité du village du fait de son implantation à la périphérie de celui-ci. L'église Notre-Dame a été inscrite au titre des monuments historiques par arrêté du 16 juin 1926, et est aujourd'hui affiliée à la paroisse Avernes et Marines. Les messes dominicales y sont célébrées quatre fois par an, le samedi à 18 h 30 ou le dimanche à 9 h 30 ou 11 h 00.

## Localisation

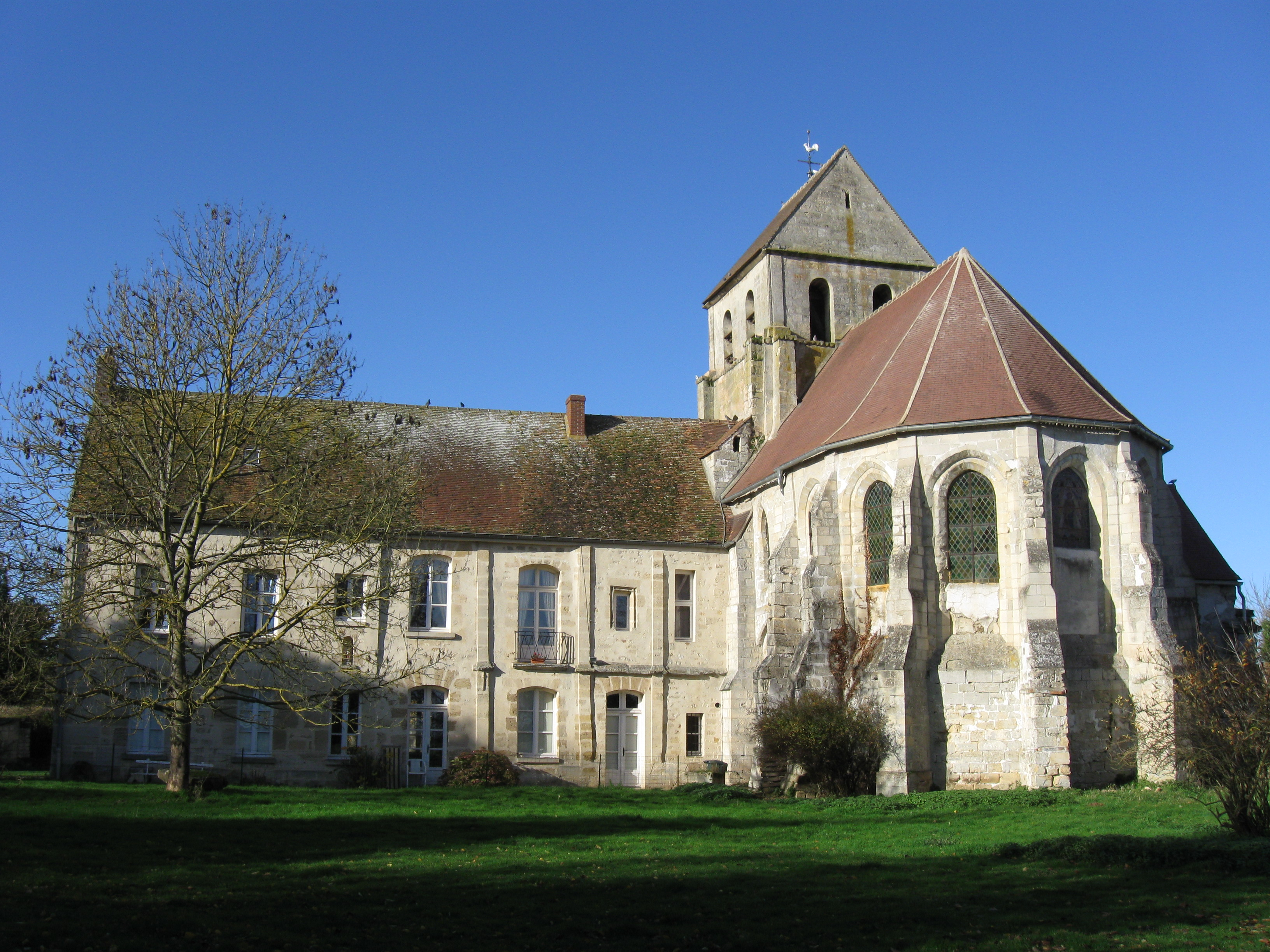
Ancien prieuré Sainte-Geneviève et église, vue depuis l'est.

L'église Notre-Dame-de-l'Assomption se situe en France, en région Île-de-France et dans le département du Val-d'Oise, dans le Parc naturel régional du Vexin français, sur le plateau qui domine à l'est la vallée de la Viosne, près de la chaussée Jules-César, sur la commune de Gouzangrez, à la limite est du village, rue du Vieux-Château. La façade occidentale donne sur la rue. Elle est précédée d'un petit parvis, qui est compris dans l'enclos du cimetière. Celui-ci s'étend au nord de l'église, délimité par rue du Vieux-Château à l'ouest, et la Grande-Rue (RD 66) au nord. À l'est et au sud, l'église est enclavée dans une propriété privée, qui correspond au domaine de l'ancien prieuré. Le logis du prieuré, vendu comme bien national à la Révolution française, est mitoyen de l'église, et établi perpendiculairement à celle-ci, dans l'axe du transept. L'on peut signaler la présence d'un autre monument historique près de l'église. Il s'agit du soubassement de la croix de cimetière, qui date du XIIIe siècle, et a été inscrit au même moment que l'église.

## Historique

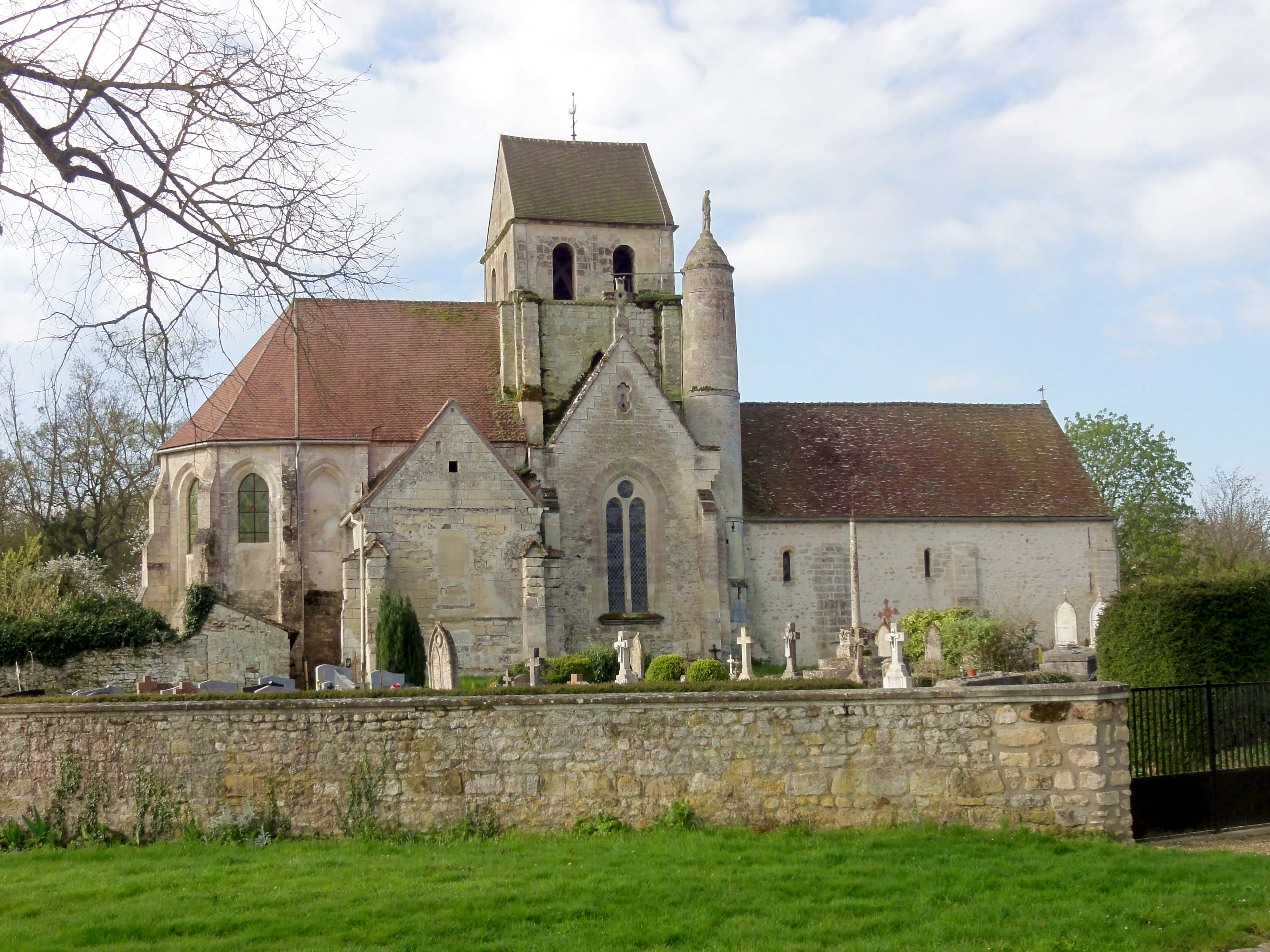
Vue depuis le nord.

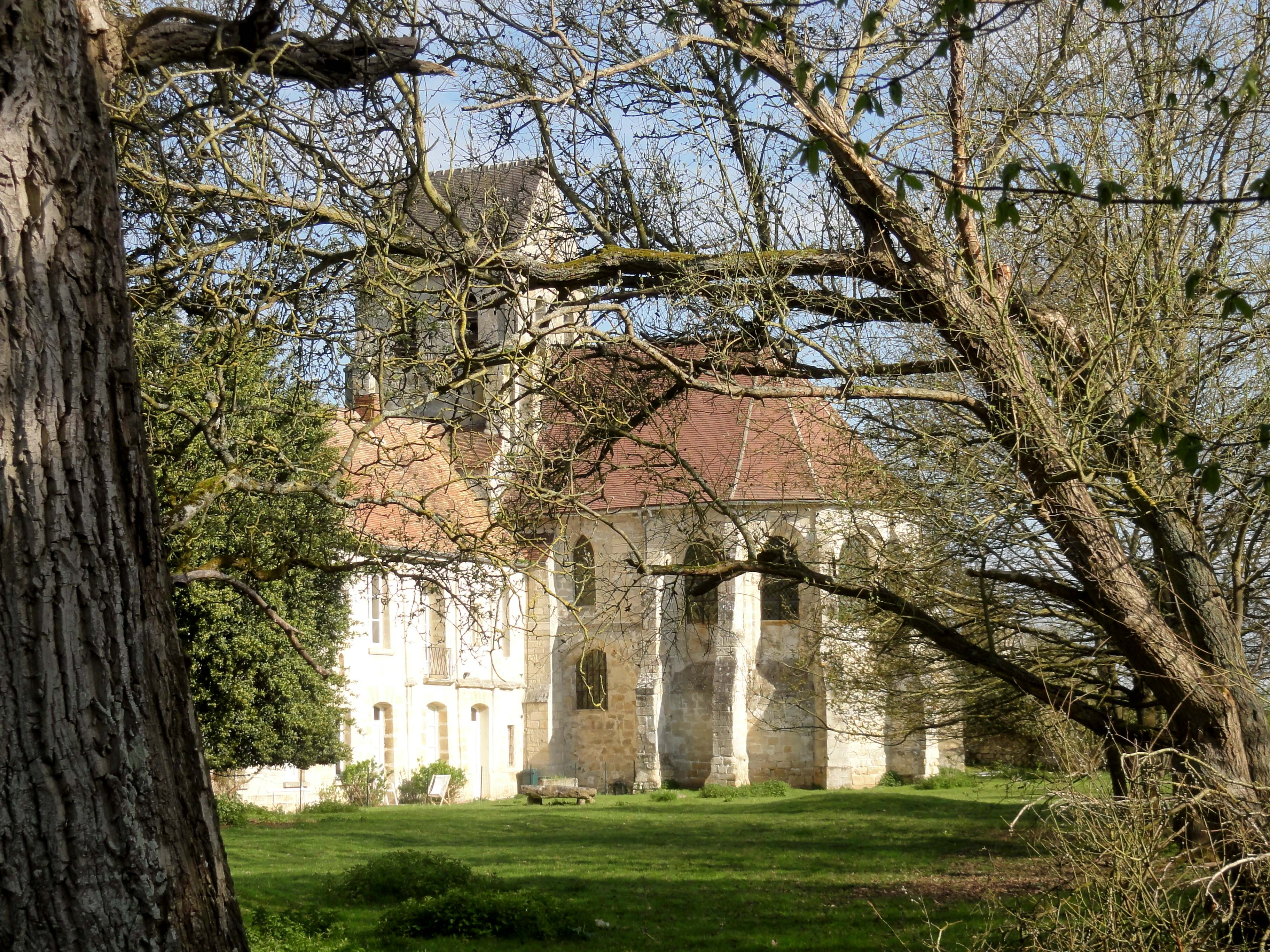
Vue depuis le sud-est.

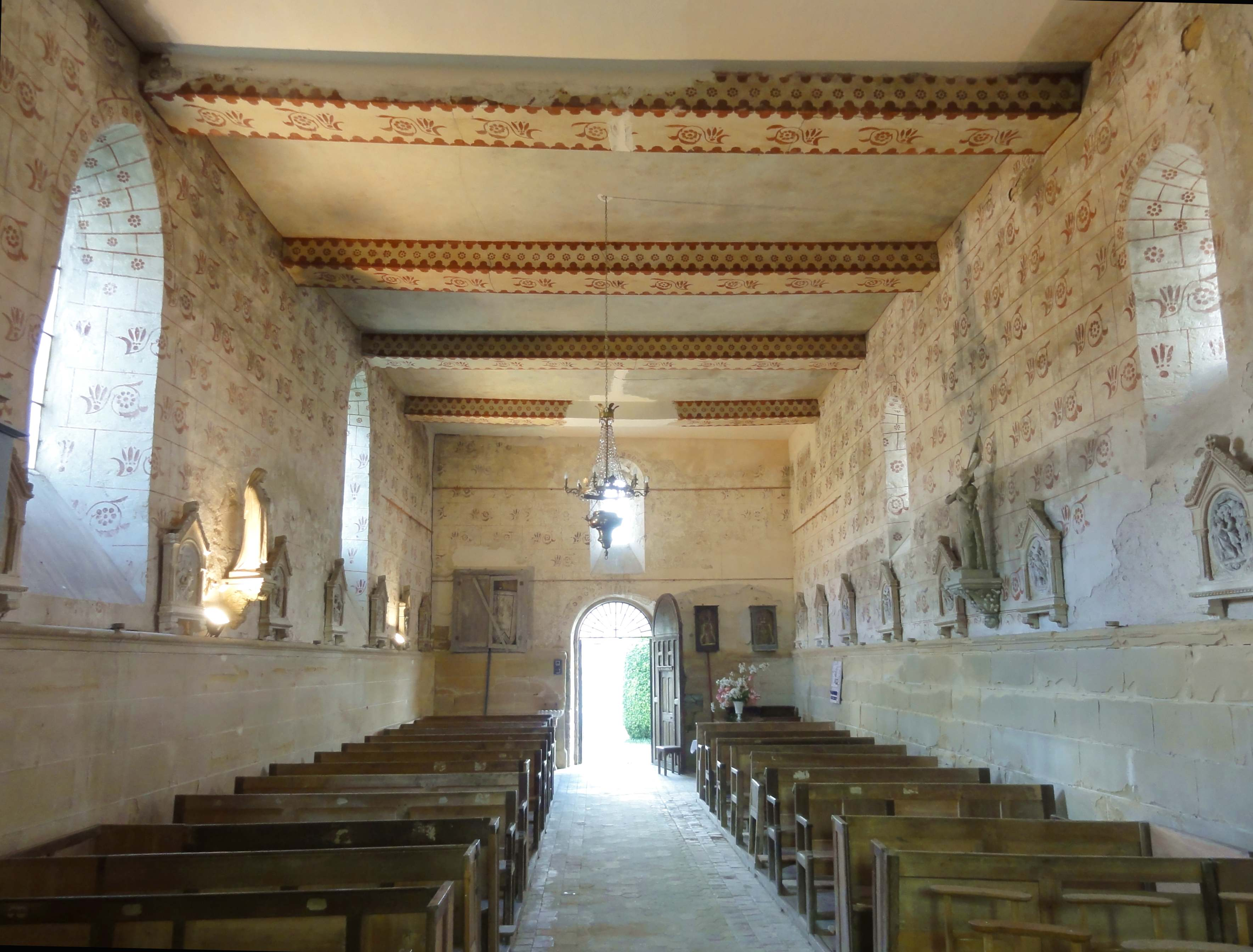
Nef, vue vers l'ouest.

La paroisse aurait été érigée au XIe siècle selon l'abbé Vital Jean Gautier. L'église est dédiée à la Vierge Marie, sous le vocable particulier de l'Assomption. Sous l'Ancien Régime, Gouzangrez relève du doyenné de Meulan, de l'archidiaconé du Vexin français avec siège à Pontoise, et de l'archidiocèse de Rouen. Le collateur de la cure est l'abbé de l'abbaye Saint-Vincent de Senlis. L'abbaye possède un prieuré près de l'église, qui est placé sous la protection de sainte Geneviève. L'un des chanoines réguliers de saint Augustin (ou plus tard Génovéfains) habitant le prieuré assume la fonction du curé. Le prieuré est dissout à la Révolution française, et ses possessions sont vendues comme bien national. Depuis, son logis sert de maison d'habitation à une famille du village. La Révolution apporte également la création du diocèse de Versailles pour regrouper les paroisses sur l'ensemble du territoire du département de Seine-et-Oise. Gouzangrez en fait partie jusqu'en 1966, quand le diocèse de Pontoise est érigé dans le contexte de la refonte des départements d'Île-de-France et de la création du département du Val-d'Oise. Gouzangrez n'est à présent plus une paroisse indépendante, et est affilié à la paroisse d'Avernes et Marines. Elle regroupe un total de trente-quatre villages. Les messes dominicales sont célébrées en l'église Notre-Dame-de-l'Assomption quatre fois par an le samedi à 18 h 30 ou le dimanche à 9 h 30 ou 11 h 00.
L'église conserve toujours sa nef romane primitive de la fin du XIe siècle. Avec Arthies, Brignancourt, Omerville et Ronquerolles, elle fait partie des nefs les plus anciennes du Val-d'Oise. La polychromie architecturale à l'intérieur ne date toutefois que du XIXe siècle. Comme souvent, le portail est un peu moins ancien que la nef elle-même. Il a été étudié par Pierre Coquelle, qui omet malheureusement de lui assigner une date. L'abbé Vital Jean Gautier dit que l'église a été bâtie en 1127, ce qui pourrait correspondre à l'année de sa donation à l'abbaye Saint-Vincent. Plus particulièrement, l'année 1127 peut être considérée comme la date extrême de la construction du portail. L'on ne sait rien sur le chœur de l'église à la période romane. Il a été démoli et remplacé par le transept et le chœur gothique actuel vers 1230. Ces parties sont très élégantes, mais ont été dénaturées par plusieurs transformations.
En effet, les deux petites chapelles latérales ou enfeus qui flanquent la première travée du chœur sont démolis avant la fin du Moyen Âge, et la chapelle ou l'enfeu du nord est remplacé par une chapelle plus grande servant de sacristie ; puis le croisillon sud est amputé de sa moitié méridionale lors de la construction du logis prioral, sans doute au XVIIe siècle. Enfin, la croisée du transept et le chœur sont revoûtés à la fin de la Renaissance. La modénature méplate des nervures des voûtes est caractéristique de la Renaissance, tandis que les chapiteaux évoquent déjà le style classique. Il ne peut pas être question de « voûtes d'ogives prismatiques pénétrantes » de type gothique flamboyant, comme le prétend Bernard Duahamel. La raison de ce revoûtement est probablement l'effondrement de l'étage de beffroi du clocher gothique, qui a été remplacé par une construction sans caractère à l'époque moderne. D'autres travaux de remaniement interviennent encore au XIXe siècle. Ils portent notamment sur la réfection du parement extérieur du croisillon nord et son aménagement intérieur, ainsi que sur la décoration de la nef, dont la charpente en carène renversée est dissimulée par un plafond plat. Les allèges reçoivent un nouveau parement en pierre de taille, comme au Perchay. Les parties hautes des murs sont enduits et peints en faux-appareil, avec toujours les mêmes motifs réalisés au pochoir, sauf pour les ébrasements des fenêtres, où l'on voit des fleurettes. Le plafond est également enduit, et les solives sont à leur tour peintes au pochoir.

## Description

### Aperçu général

Plan de l'église.

Régulièrement orientée, avec une légère déviation de l'axe vers le sud-est du côté du chevet, l'église répond à un plan cruciforme simple, qui n'est pas tout à fait symétrique. Elle se compose d'une nef unique simplement plafonnée ; d'un transept dont les deux croisillons inégaux sont de faible profondeur ; d'un chœur constitué d'une travée carrée et d'une abside à sept pans ; et d'une chapelle servant de sacristie au nord de la première travée du chœur. Le clocher en bâtière central s'élève au-dessus de la croisée du transept. Une tourelle d'escalier cylindrique occupe l'angle entre nef et croisillon nord. Le croisillon sud est amputé de sa moitié méridionale depuis la construction du logis du prieuré dans sa forme actuelle. Il a perdu sa voûte. Le croisillon nord, la croisée du transept et le chœur sont voûtés d'ogives, mais seul le croisillon nord conserve sa voûte d'origine. Le portail occidental constitue l'unique accès à l'église. La nef est couvert d'une toiture à deux rampants avec un pignon en façade. Le croisillon nord et la sacristie sont tous les deux munis de toitures perpendiculaires à l'axe de l'édifice, et présentent une succession de deux pignons au nord. Le croisillon sud n'est pas identifiable depuis l'extérieur.

### Extérieur

#### Portail et façade occidentale

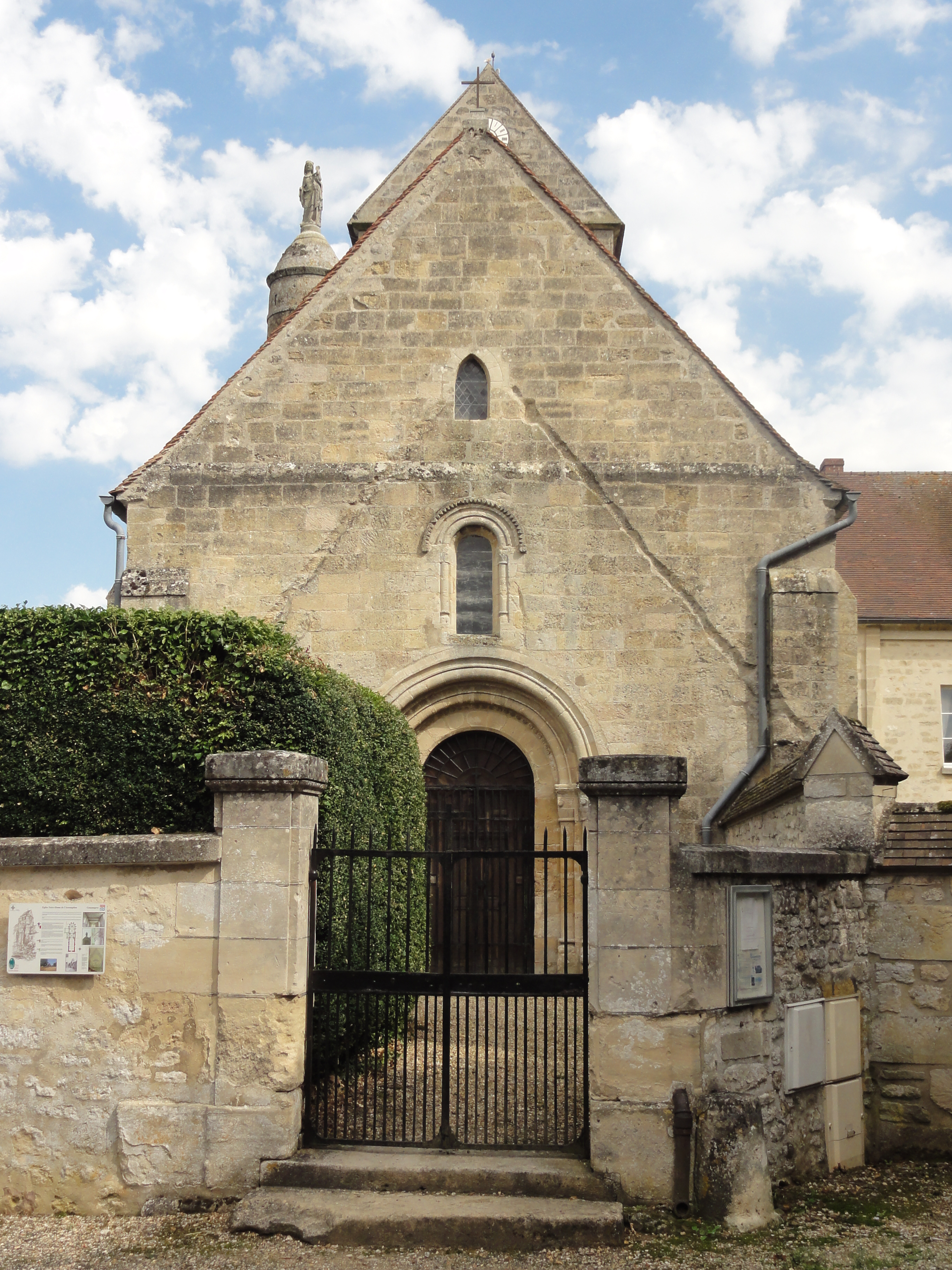
Façade occidentale.

La partie la plus intéressante de l'église est sans doute le portail roman de la façade occidentale. Il est en plein cintre, et décoré d'une double archivolte reposant sur des colonnettes à chapiteaux. Ce portail n'a subi aucune modification depuis sa construction, que l'on peut situer au cours des années 1120. Il a cependant été restauré au XIXe siècle, et plusieurs blocs sculptés ou moulurés ont été remplacés dans son contexte. L'intérêt du portail est renforcé par la présence d'une fenêtre stylistiquement presque homogène immédiatement au-dessus. La double archivolte du portail et l'archivolte de la fenêtre sont moulurés d'un gros tore et d'une gorge. Sous l'archivolte du portail, et non au-dessus comme le veut la règle, court un rang de fleurs de marguerite. L'archivolte de la fenêtre est surmontée d'un rang de têtes de clous, ornement qui a cours jusqu'à la fin de la première période gothique, qui retombe sur deux têtes grimaçantes. L'archivolte du portail retombe sur des tailloirs carrés profilés d'une plate-bande, de deux listels et d'un cavet. Les tailloirs de part et d'autre de la fenêtre sont cassés.
Les quatre chapiteaux du portail sont tous identiques. « Une volute très accentuée, en corne de bélier, rappelant celle des chapiteaux ioniques, orne le haut de la corbeille, et un faisceau de cordons s'en détache, assez semblable à une chevelure de comète, la partie inférieure de la corbeille est enserrée dans une rangée de minces bâtonnets ». Ces bâtonnets ne sont autres que des godrons très étroits. Quant aux chapiteaux de la baie supérieure, ils sont malheureusement abîmés. Assez curieusement, ce qui reste de la sculpture évoque les arrachements de crochets gothiques, ce qui impliquerait une réfection postérieure à la construction. Les fûts sont appareillés. Les bases se composent, du haut vers le bas, d'un petit tore, d'un listel, d'une scotie à fond plat, et d'un gros tore inférieur très affaissé. Des griffes végétales empoignent vigoureusement les angles. Sur la base tout à gauche refaite lors de la restauration, l'on a omis de sculpter la griffe.
Sur la façade, l'on voit encore l'empreinte de la toiture d'un porche. Toute la façade est appareillée en pierre de taille. Le mur se retraite grâce à un fruit à la naissance du pignon, et ses angles sont flanqués par des contreforts plats romans, qui sont scandés par deux faibles ressauts, et se terminent par un court glacis analogue. Le sommet du pignon est sommé d'une croix en antéfixe sans caractère, et en bas, il est percé d'une petite baie en arc brisé pour l'aération des combles.

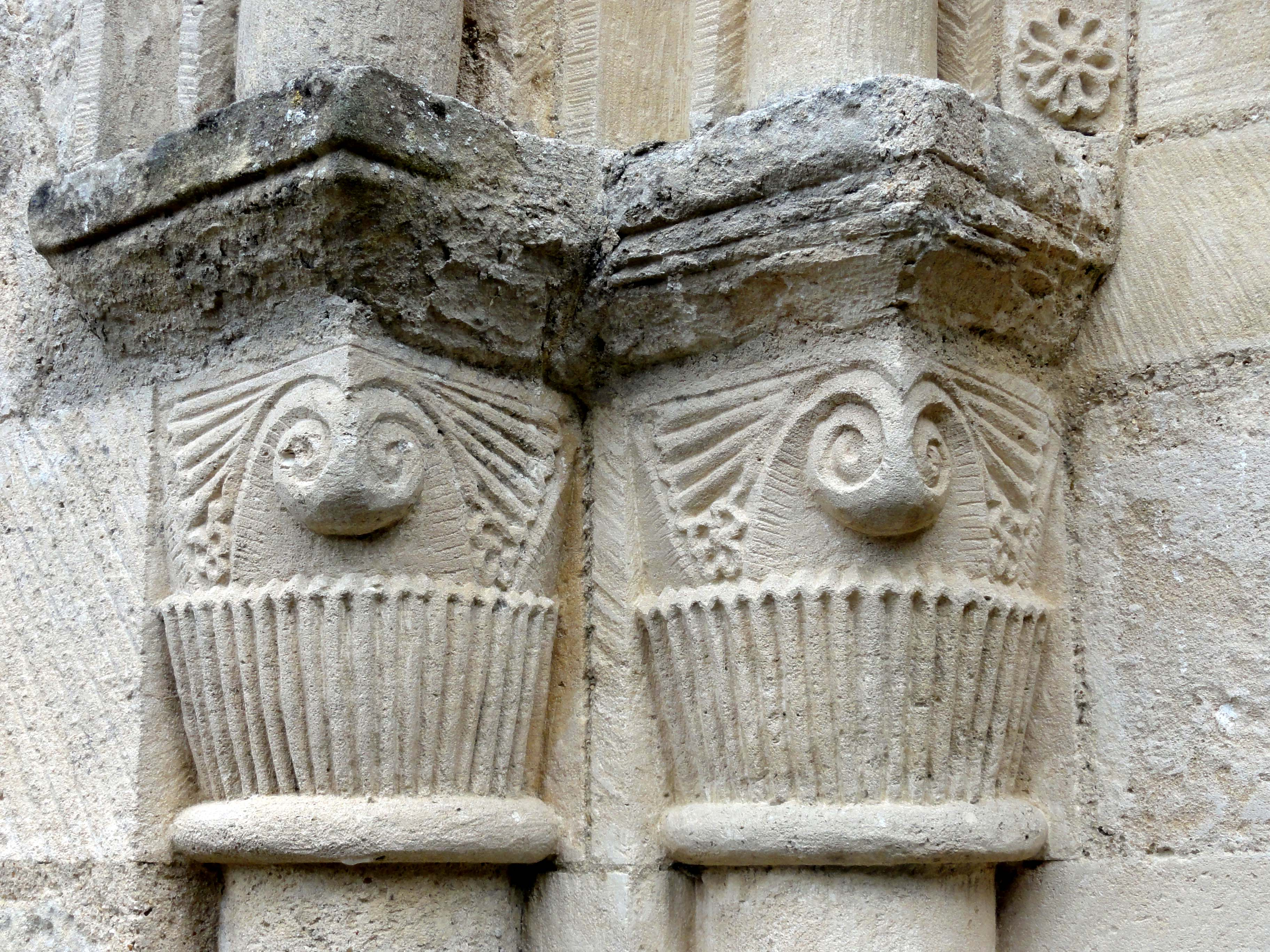
Chapiteaux à gauche.
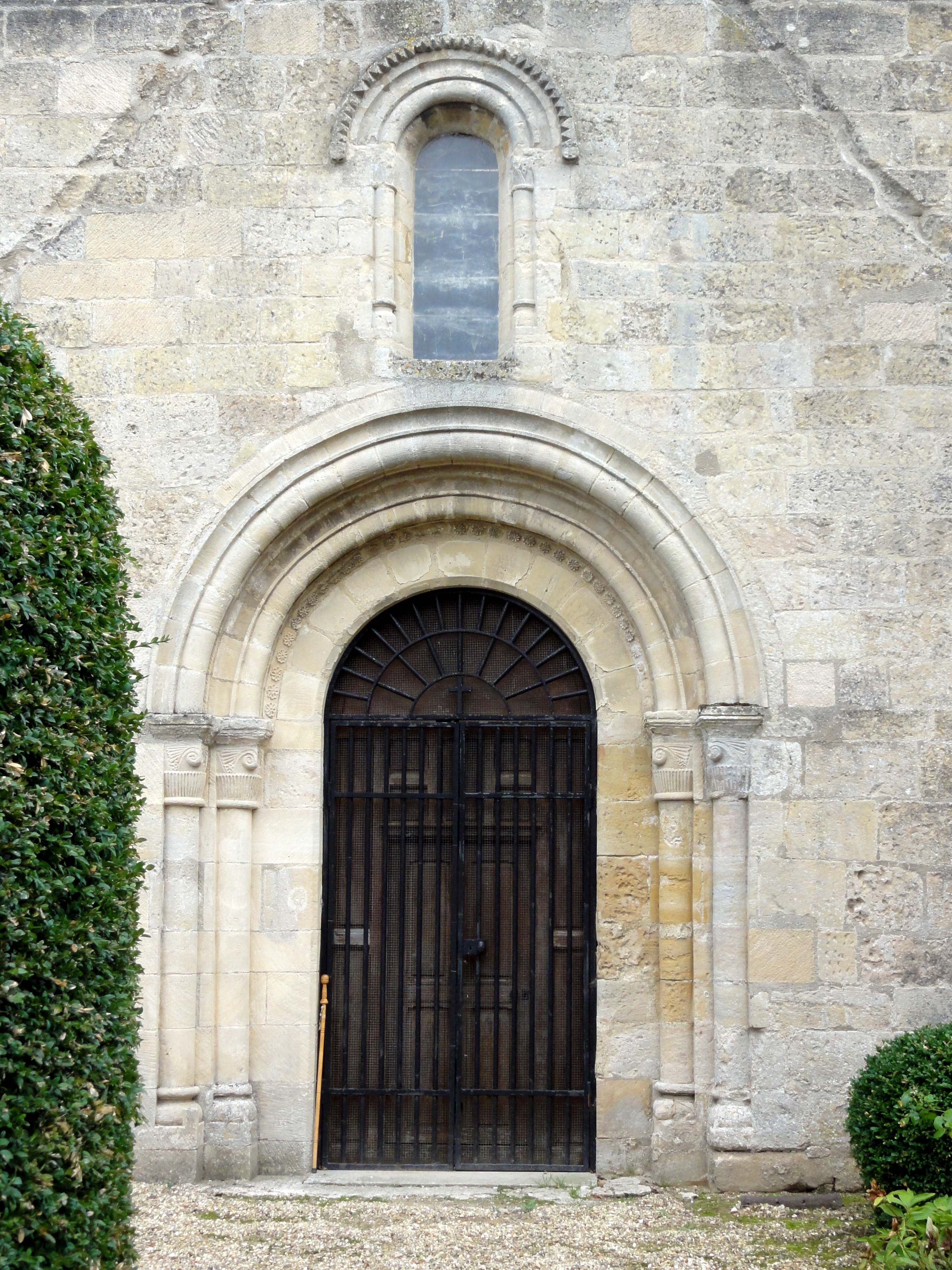
Portail et fenêtre haute.
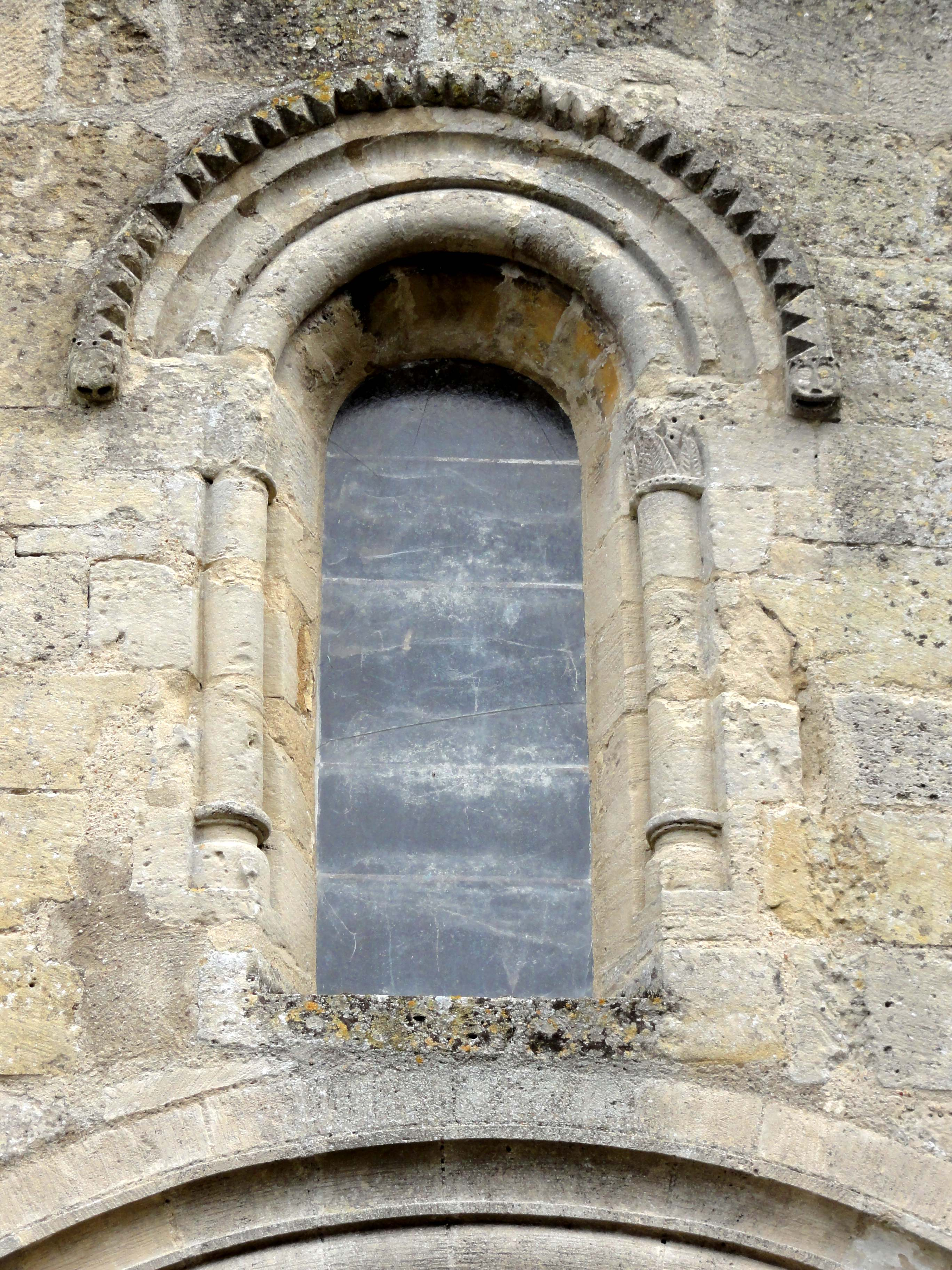
Fenêtre haute.
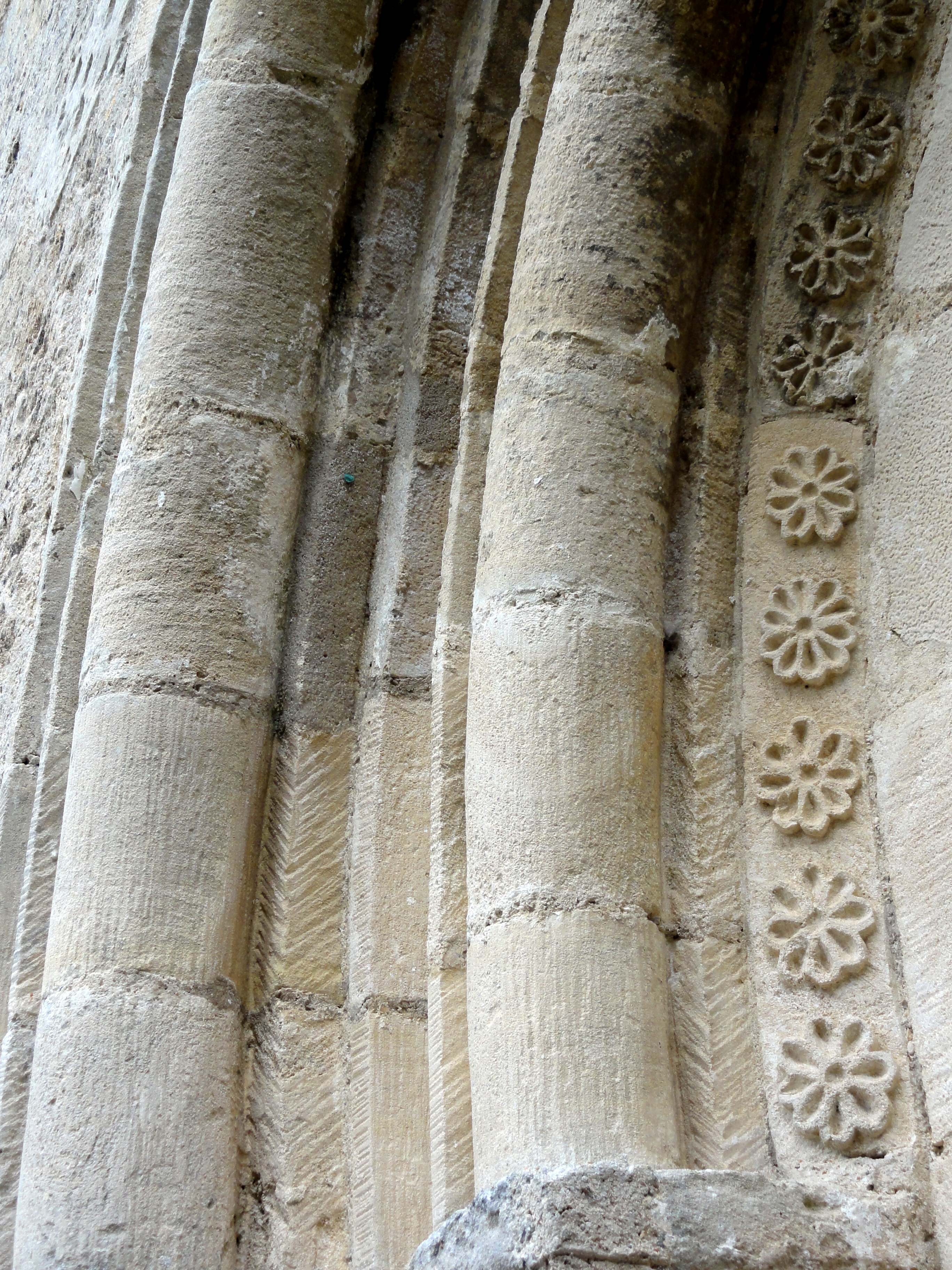
Archivolte du portail.
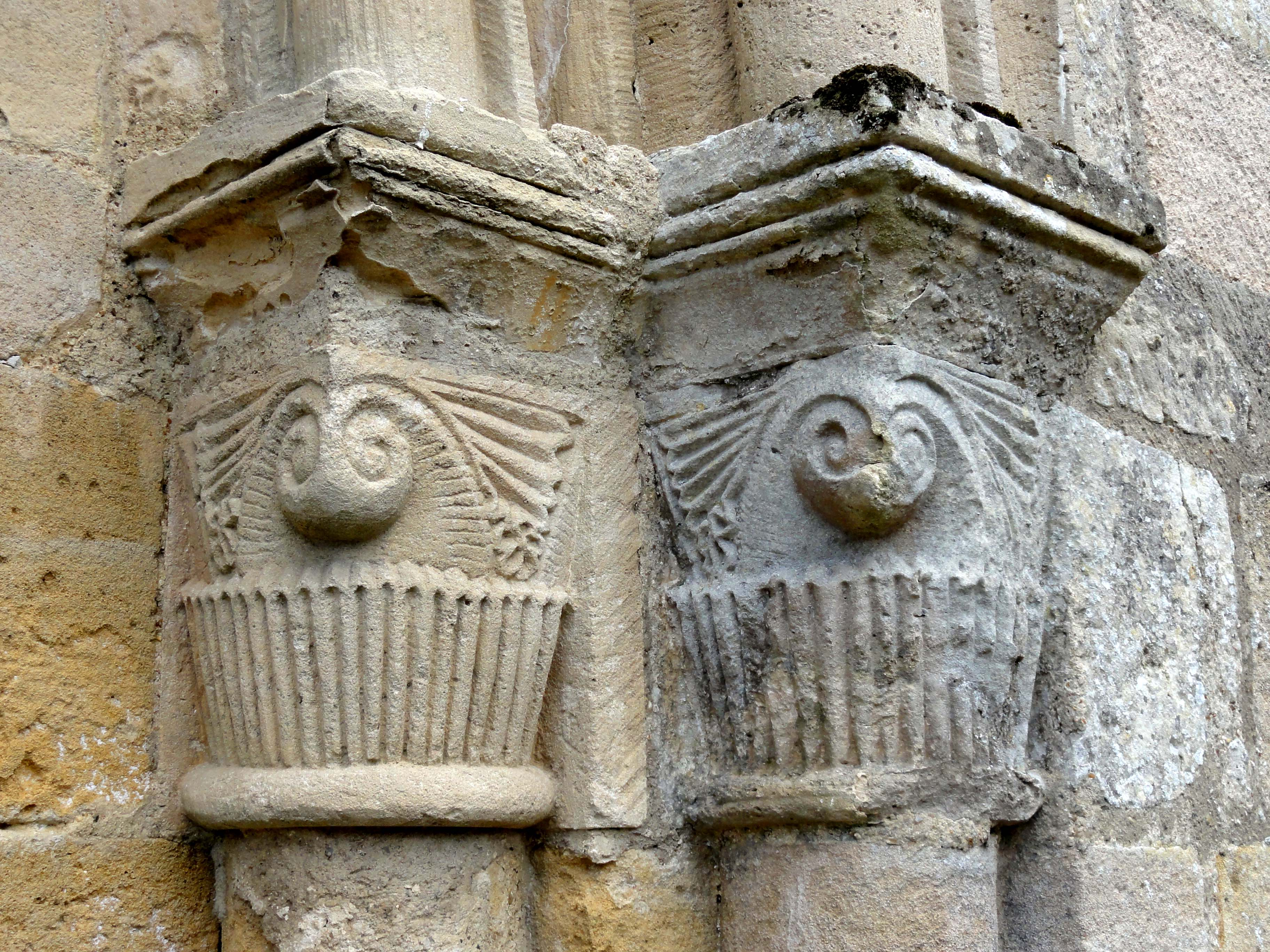
Chapiteaux à droite.

#### Élévations latérales et clocher

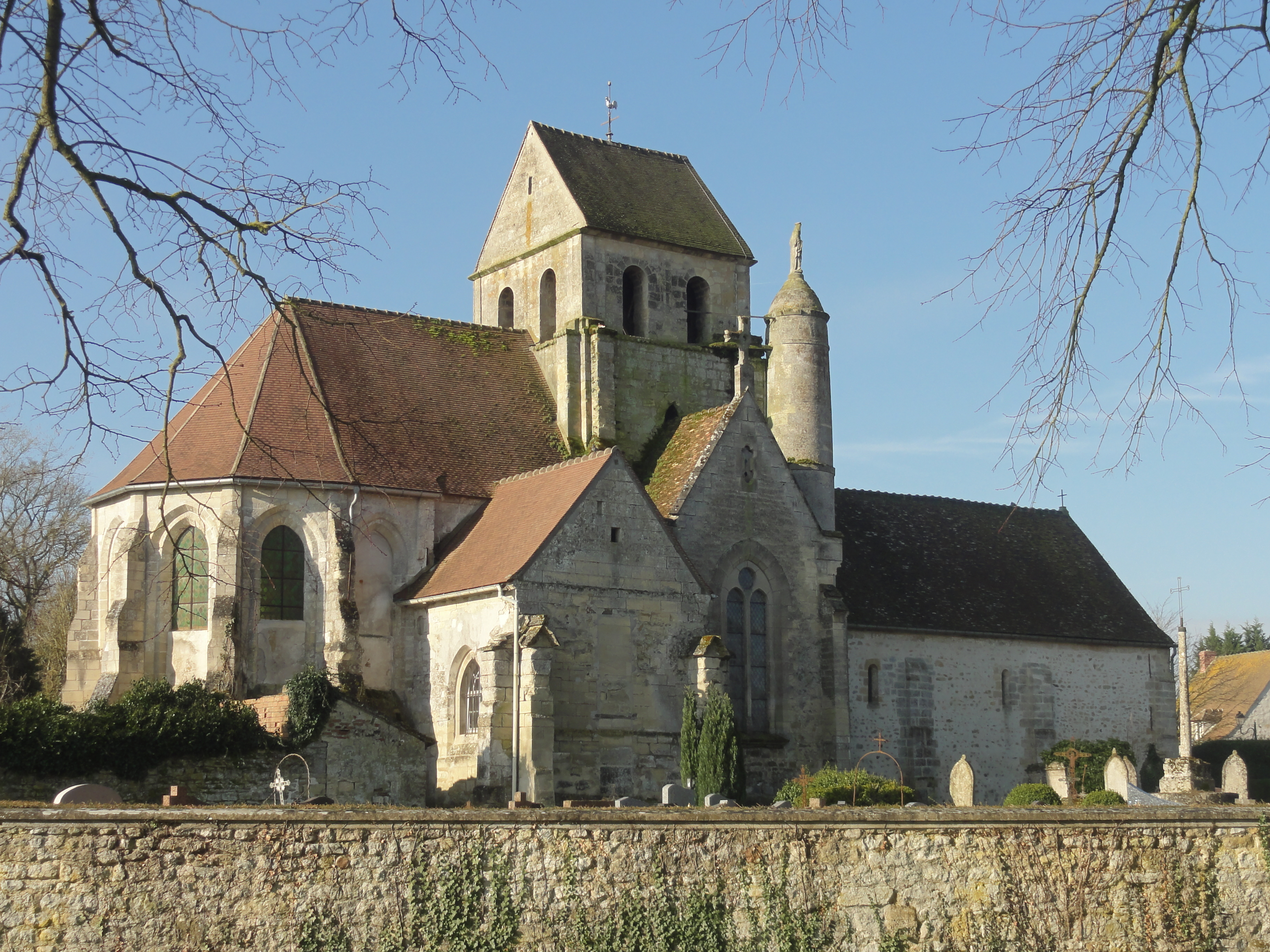
Vue depuis le nord.

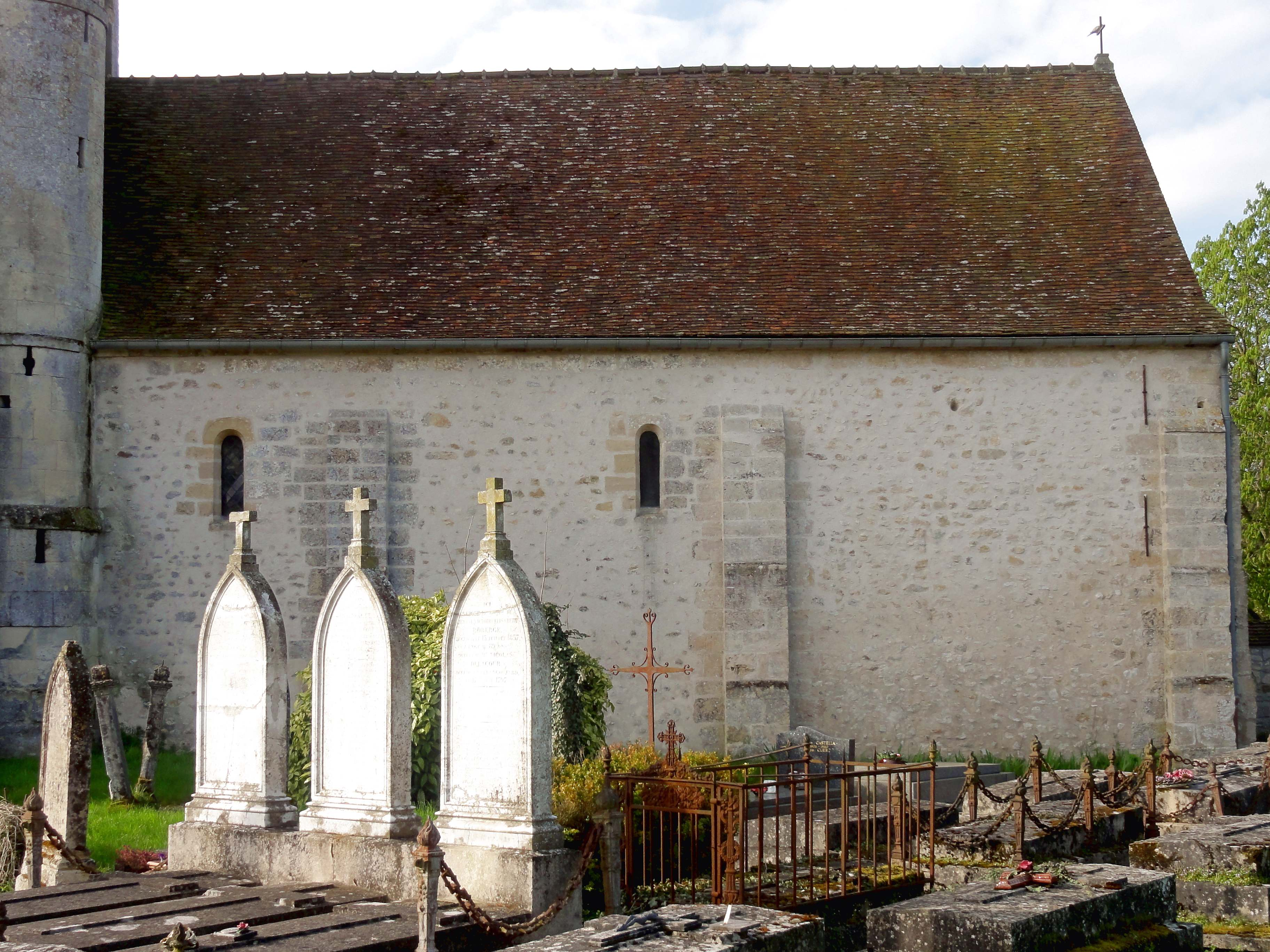
Nef, côté nord.

Les murs gouttereaux de la nef sont différents toutes les deux. Ils sont bâtis en moellons irréguliers noyés dans un mortier, sauf pour les contreforts et les pourtours des fenêtres. Il y a un contrefort intermédiaire au milieu du mur méridional, et deux contreforts irrégulièrement espacés au nord. Les deux fenêtres par mur ne se font pas exactement face. Très petites, elles sont en plein cintre et à linteau monolithique. Le faible ébrasement extérieur ne correspond en principe pas à l'architecture de la fin du XIe siècle, et n'apparaît en principe qu'au début du siècle suivant. Il se peut néanmoins agir d'un remaniement intérieur. Au nord, la tourelle d'escalier cylindrique constitue sans doute la partie la plus récente de l'église visible depuis l'extérieur. La calotte qui la coiffe évoque la Renaissance, et les bandeaux plats qui ceinturent sa partie supérieure correspondent à la même époque, ou à la période classique. Quant à la Vierge à l'Enfant qui trône au sommet comme pour veiller sur la population, elle ne fait pas partie intégrante de la tourelle. Elle date du XIVe siècle et est donc beaucoup plus ancienne, et provient de l'intérieur de l'église (voir le chapitre Mobilier).
Depuis sa reconstruction simplifiée à l'époque moderne, l'étage de beffroi du clocher a pris une silhouette plus trapue, et une allure plus romane que gothique, mais l'architecture est beaucoup plus dépouillée que celle des clochers romans vexinois. Elle est purement fonctionnelle. Les angles sont flanqués de pilastres nus. Chaque face est percée de deux petites baies en plein cintre sans aucun ornement. L'étage se termine par une tablette biseautée. Hormis une petite ouverture rectangulaire, les pignons sont nus. À l'instar de Gouzangrez, un bon nombre d'églises des environs ont perdu leur clocher roman ou gothique, tels qu'Ableiges, Commeny, Genainville, Labbeville, Le Perchay, Ronquerolles, Us, etc. Le premier étage a néanmoins été conservé de la période gothique. Chacun de ses angles est flanqué de deux contreforts orthogonaux, qui s'arrêtent net après la première assise de l'ancien étage de beffroi. L'étage se termine par un rang de têtes de clous. Les faces latérales sont ajourées d'une petite baie en arc brisé, à moitié obturée par les toitures des croisillons.
À l'extérieur, le croisillon nord a été profondément remanié dans le goût néogothique. Le seul élément authentique est sans doute la haute fenêtre qui regroupe deux lancettes et un petit oculus au sein d'une baie en arc brisé. Le pourtour a été entièrement réappareillé, mais la première travée du chœur conserve une fenêtre analogue bouchée à l'intérieur. Son réseau très sommaire est le précurseur des remplages de la période gothique rayonnante. D'autres exemples, parfois sans l'oculus, sont les fenêtres hautes des nefs de Clermont et Saint-Leu-d'Esserent ; le croisillon nord de Belloy-en-France ; le transept de Mello (fenêtres hautes) ; les chevets de Courcelles-sur-Viosne, Livilliers et Méry-sur-Oise ; ou les chœur-halle d'Ableiges et de Villers-Saint-Paul. Quant au croisillon sud, il est englobé dans le logis de l'ancien prieuré. Reste à signaler la chapelle servant actuellement de sacristie au sud du chœur. Soigneusement appareillée en pierre de taille comme toutes les parties gothiques de l'église, elle se trouve néanmoins en mauvais état, et ses fenêtres d'origine sont bouchées. Ses angles sont flanqués par deux contreforts orthogonaux, qui sont amortis par des chaperons en bâtière, ce qui ne permet pas de leur assigner une date précise.

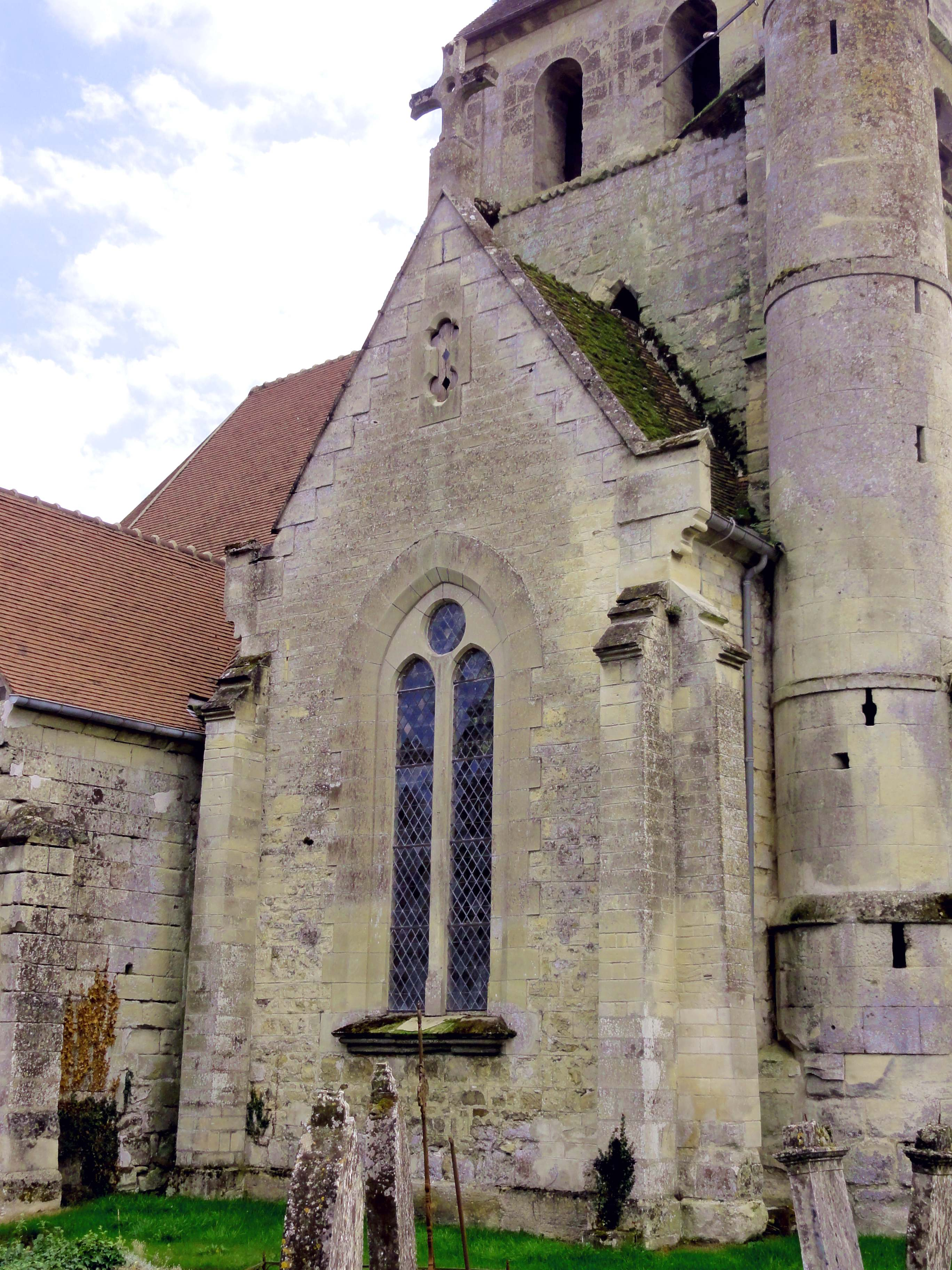
Croisillon nord.
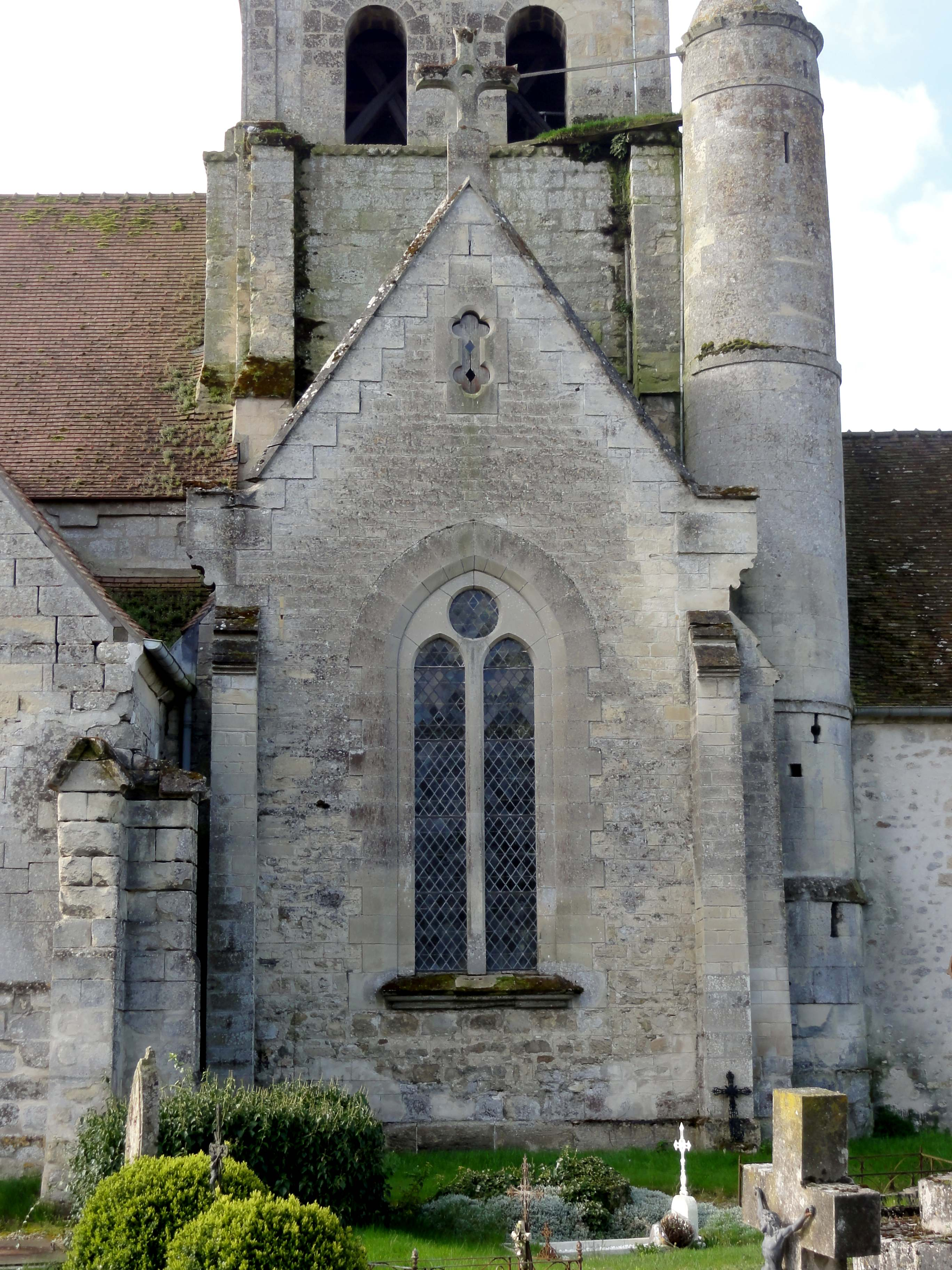
Croisillon nord.
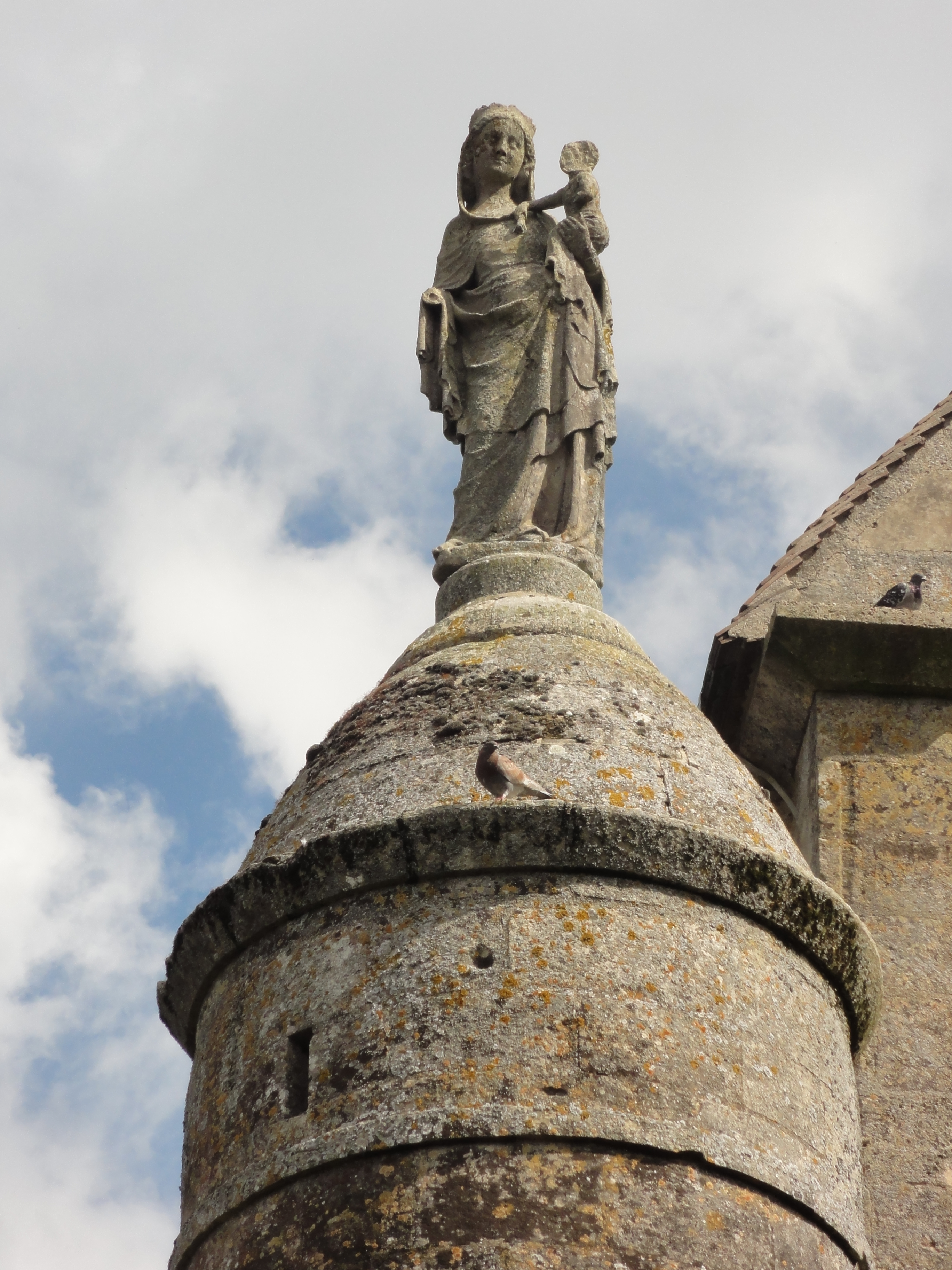
Vierge à l'Enfant.
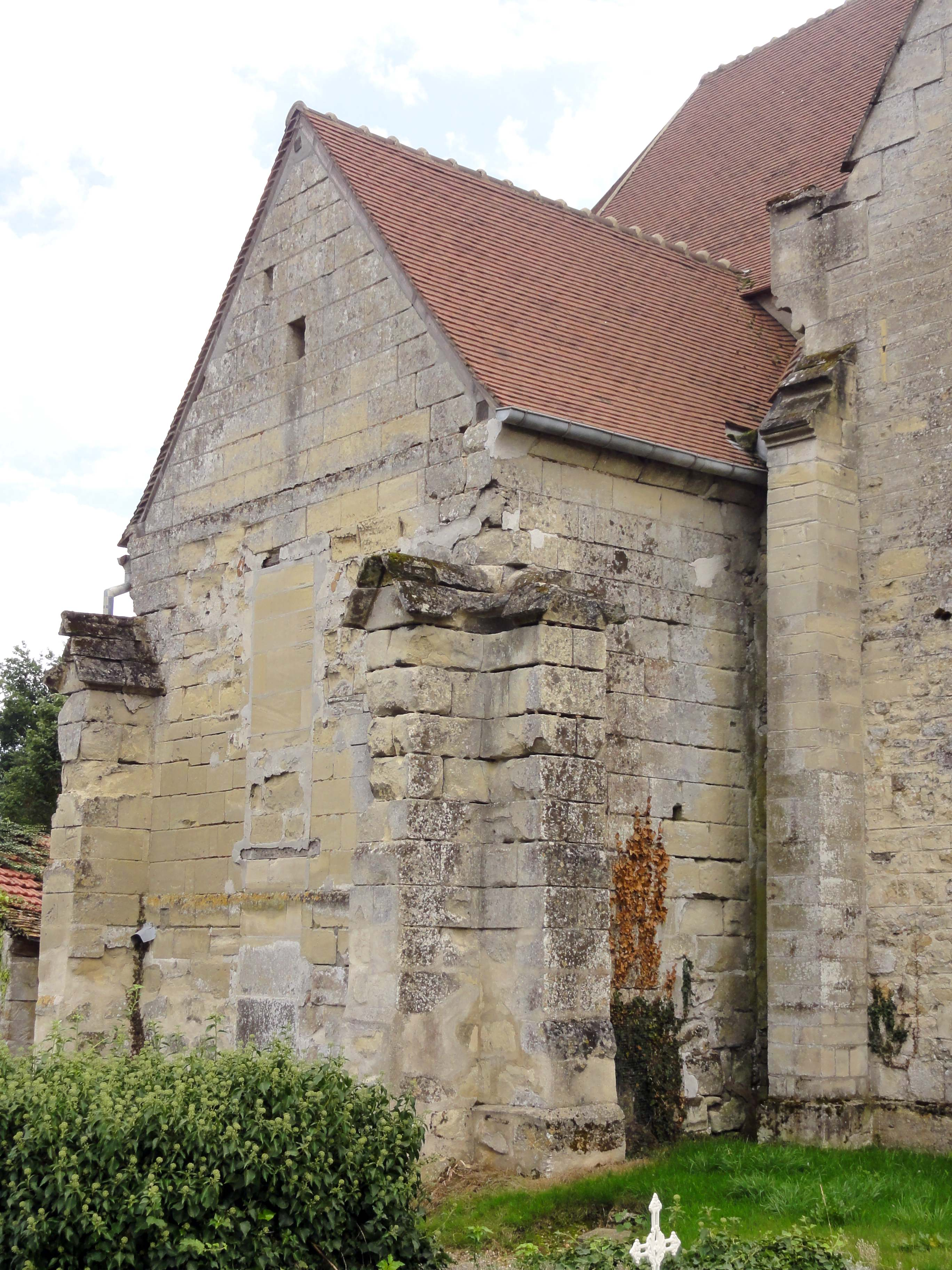
Sacristie.
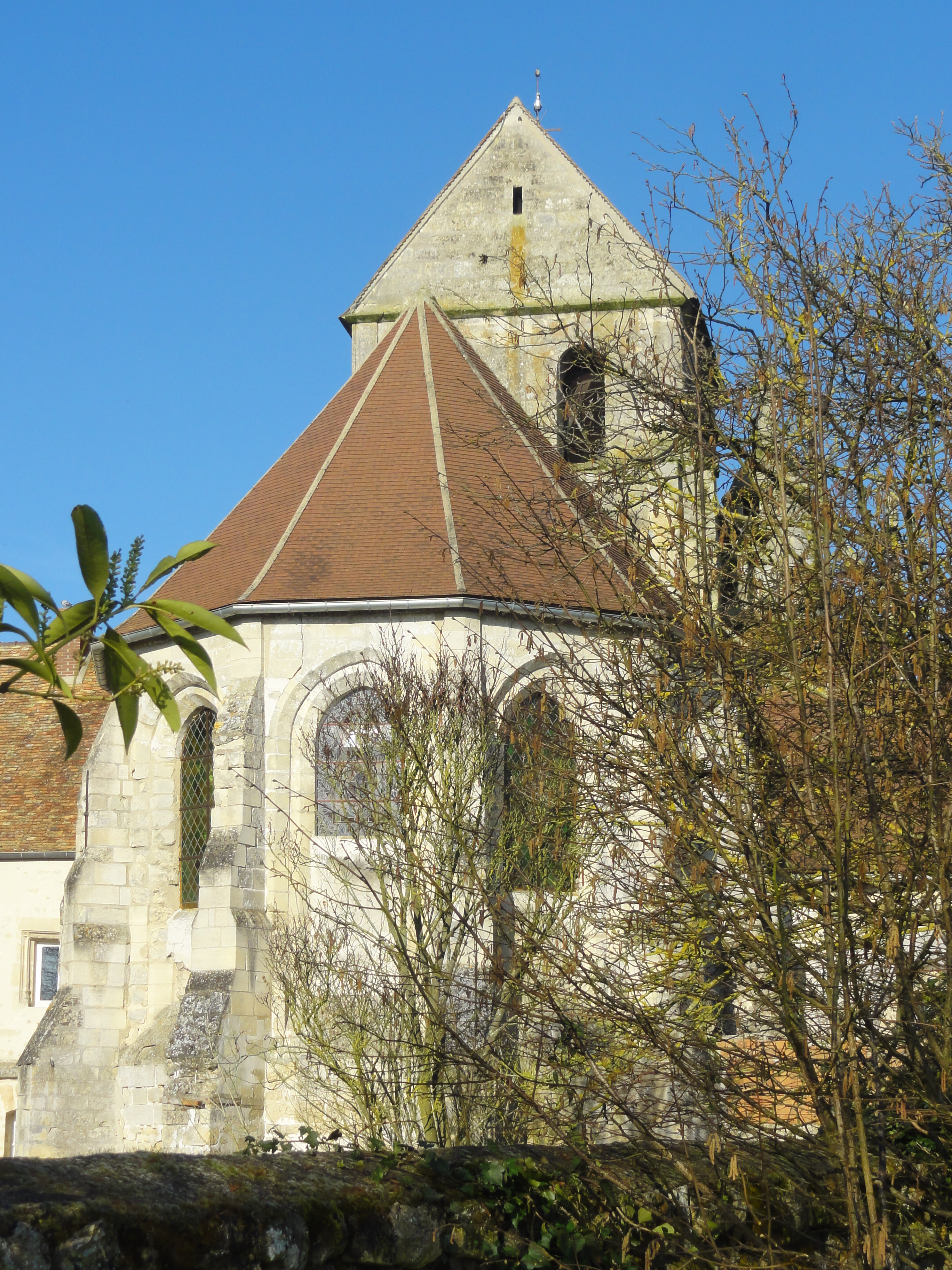
Chevet.

#### Chevet

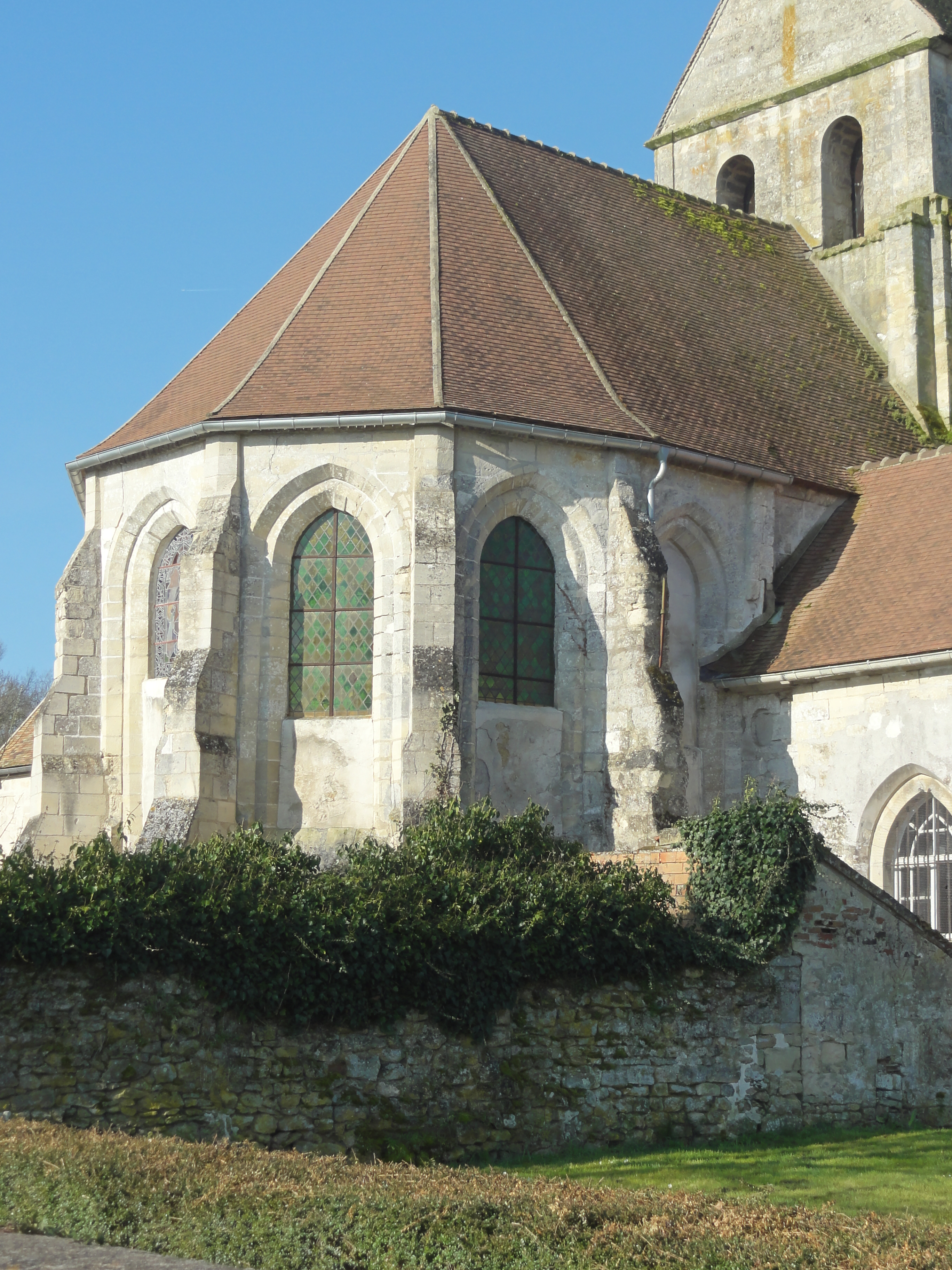
Chœur, vue depuis le nord-est.

Dans une région où le chevet plat domine, les chœurs polygonaux sans bas-côtés et déambulatoire ne sont pas nombreux à la première période gothique. Dans le Vexin, l'on peut notamment citer, en plus de Gouzangrez, Avernes, Grisy-les-Plâtres, Longuesse, Nesles-la-Vallée, Vaux-sur-Seine, Vétheuil et Us, ainsi que Marines, où le caractère d'origine s'est perdu au gré des remaniements. Ces chœurs ont en commun l'éclairage par des lancettes simples, et des contreforts fortement saillants scandés par de multiples ressauts. À Gouzangrez, Us, Vaux et Vétheuil, l'abside est à sept pans. Gouzangrez constitue, avec Vaux, l'exemple le plus récent, car l'examen intérieur montrera que l'architecture appartient aux dernières années de la première période gothique et annonce le style rayonnant. Les contreforts sont inhabituellement minces, au moins leurs parties supérieures, grâce à une retraite par un fruit au milieu des flancs latéraux. De face, l'on relève deux forts ressauts, qui sont analogues au glacis sommital. Malgré la période de construction avancée, ces ressauts ne sont pas munis de larmiers, qui s'imposent après les années 1220 environ. À la limite des allèges, les murs se retraitent donc par un glacis simple. Contrairement aux absides d'Avernes, Longuesse, Vaux-sur-Seine, Vétheuil, et pareillement à Nesles-la-Vallée et Us, les fenêtres ne sont pas du tout décorées : elles ne possèdent pas une archivolte moulurée retombant sur des colonnettes à chapiteaux, et ne sont pas surmontées d'un cordon de têtes de clous, fleurs de violette ou d'un autre motif. Les baies, en arc brisé, sont simplement entourées d'un double ressaut chanfreiné. Il n'y a pas non plus de corniche, qui a cependant pu disparaître lors d'une réfection de la toiture. Au sud de la première travée, le soubassement de la fenêtre conserve la trace d'une arcade brisée bouchée. Depuis l'intérieur, une arcade analogue est visible au nord. Ces arcades témoignent de la présence ancienne de petites chapelles latérales ou d'enfeus. Désaxées vers l'est, ces chapelles ne semblaient pas communiquer avec les croisillons.

### Intérieur

#### Transept

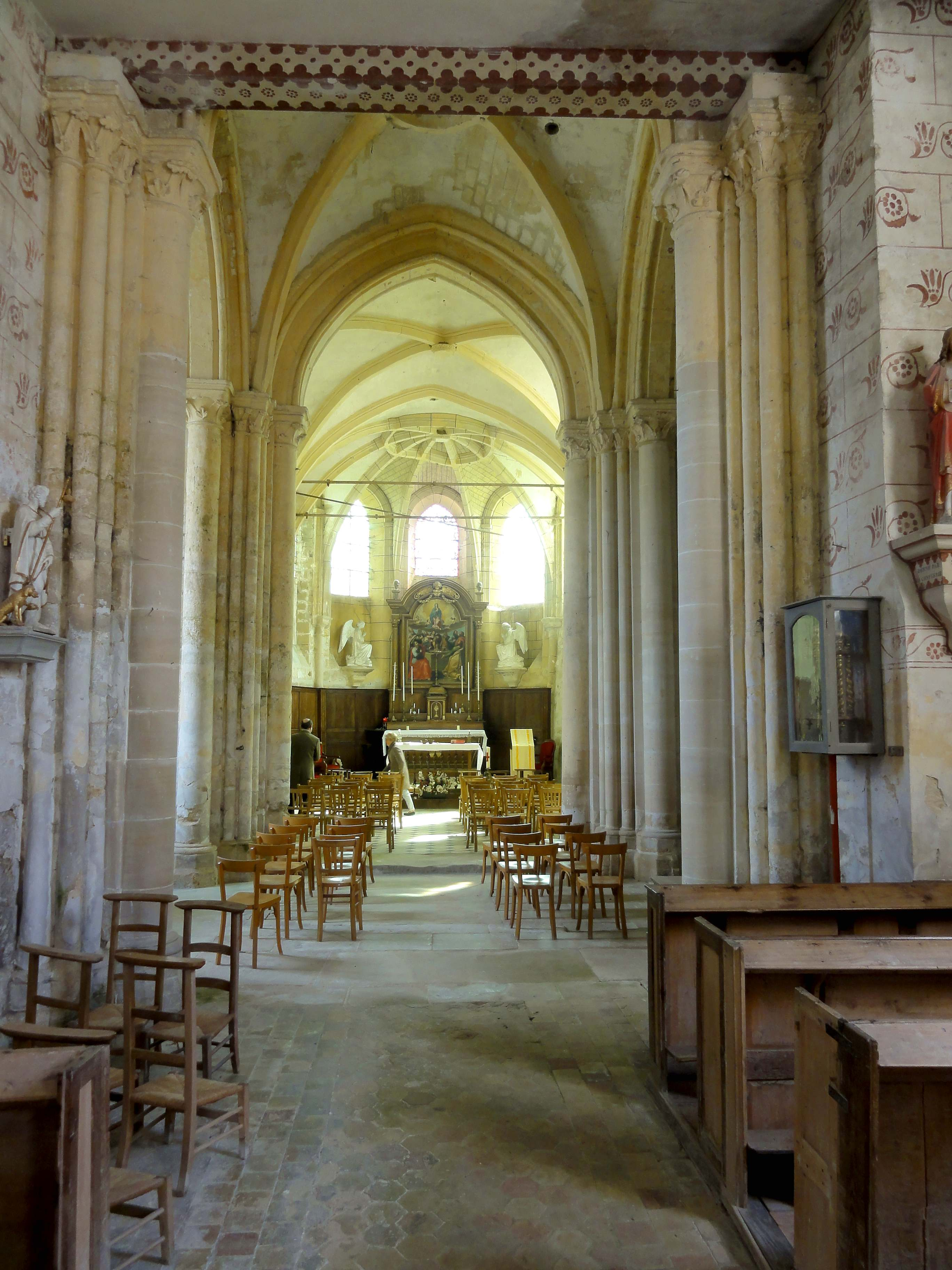
Vue depuis la nef.

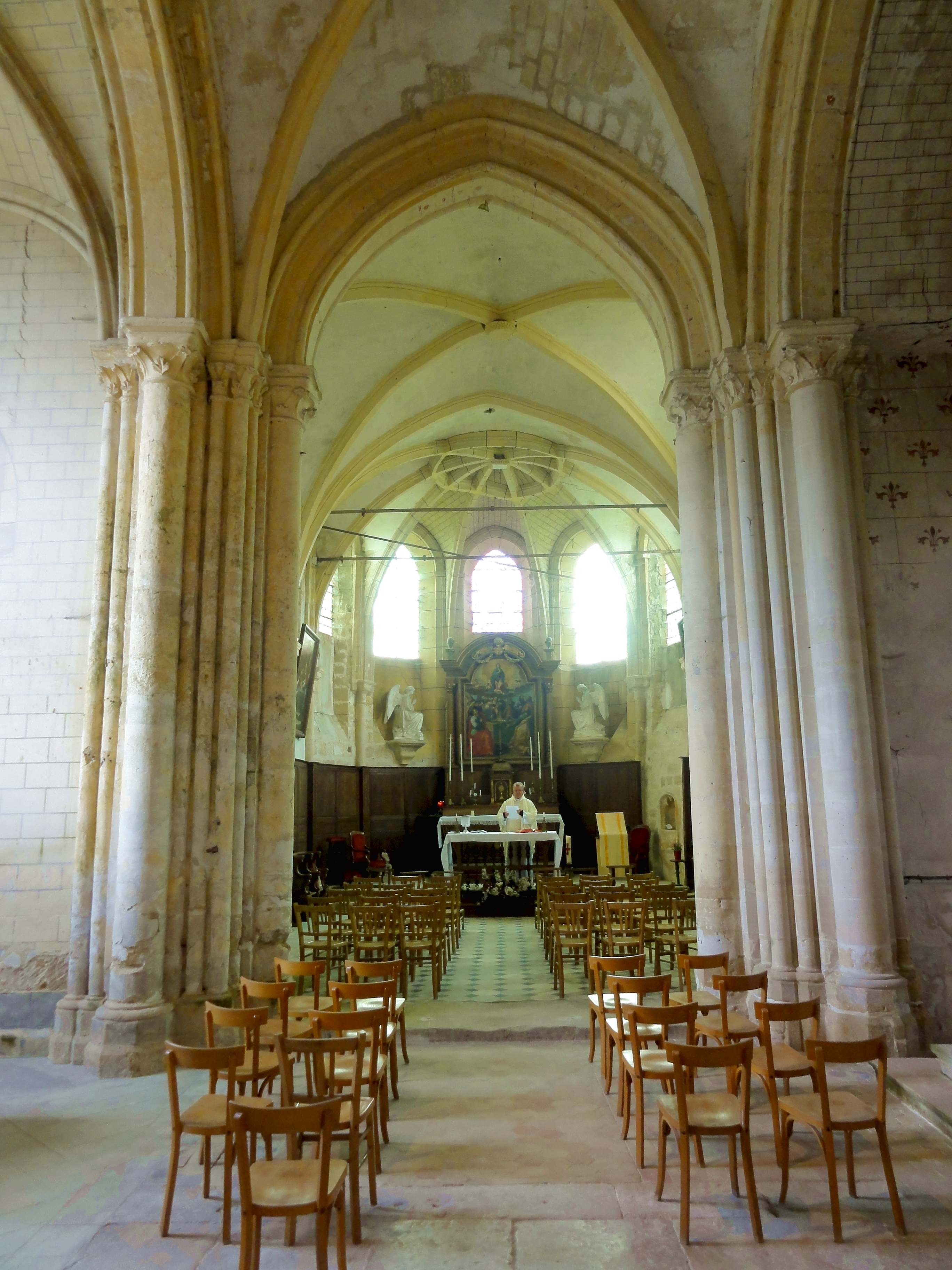
Vue vers l'est.

La croisée du transept, qui tient en même temps lieu de base du clocher, n'a guère changé depuis sa construction vers 1230. Seulement les ogives ont été refaites avec un profil piriforme simple tel qu'employé souvent pour les bases de clocher flamboyants, et les voûtains ont dû être réappareillés à la même occasion. Pour la commodité, un trou pour la montée des cloches a été épargné dans le centre de la voûte. Il est entouré d'une nervure analogue aux ogives. Il n'y a donc pas de clé de voûte sculptée susceptible de fournir des indices plus concret sur la période de construction. Les formerets, que l'on peut aussi considérer comme le rang de claveaux supérieur des arc-doubleaux, sont de profil torique, et subsistent d'origine. Le rang de claveaux inférieur accuse un large méplat entre deux tores, ce qui est l'un des profils les plus courants pour les arcades et doubleaux sous toute la première période gothique. Chaque nervure est reçue sur une colonnette à chapiteau, et il en va de même des voûtes adjacentes. Au moment de la construction du transept, l'on s'est réservé l'option de la construction ultérieure d'une nef voûtée d'ogives. De la sorte, les quatre piles du clocher sont composées de la même façon. Elles sont cantonnées de deux fûts de fort diamètre réservés aux rouleaux inférieurs des doubleaux, qui sont pour moitié engagés dans des dosserets. Des faisceaux de trois fines colonnettes destinés aux rouleaux supérieurs des doubleaux et aux ogives sont logés dans les angles. Contrairement à la plupart des églises gothiques de la région, les colonnettes médianes, correspondant aux ogives, ne sont pas placées entre les deux autres colonnettes, mais en avant, comme s'il y avait quatre colonnettes à loger. Les piles n'obéissent donc pas à un plan losangé, et il n'y a pas d'angles saillants ressortant entre deux fûts. Les tailloirs des ogives ne sont pas non plus implantés à 45°, ce qui est le cas le plus fréquent, mais disposés orthogonalement comme les autres.
Les tailloirs sont tous de plan carré. Ils sont de faible hauteur, mais pas encore aussi plats qu'à la période rayonnante, et moulurés, du haut vers le bas, d'une plate-bande et d'un profond cavet entre deux baguettes. Les corbeilles sont de plan circulaire, et comportent donc un anneau immédiatement sous le tailloir, comme dans le chœur et la chapelle latérale nord de Montgeroult, datés du début des années 1230 par Claire Perusset et Anne Prache, dans la deuxième travée du chœur d'Ableiges, et dans le chœur de Courcelles-sur-Viosne. Comme dans les trois exemples cités, la sculpture annonce déjà le style rayonnant, tel qu'il se manifeste dans la chapelle latérale sud d'Us ou sur les gros chapiteaux du chœur de Genainville. À chacun des deux angles des chapiteaux, l'on trouve une feuille plate bipartite fortement stylisée, qui se termine en revanche par un fleuron épanoui. S'y ajoute un premier rang de petites feuilles polylobées de différente nature, qui occupent les intervalles et les faces latérales. Les fûts sont appareillés, et se terminent par des bases composées d'un petit et d'un grand tore aplatis, sans scoties. Ces bases reposent sur des socles octogonaux. Malheureusement, tous les éléments des supports des voûtes sont recouverts de plusieurs couches de badigeons, et ont en plus subi des dégradations. Les éléments manquants ont été sommairement remodelés en plâtre. Le croisillon nord a tout au contraire subi une restauration très radicale au XIXe siècle, de sorte qu'il n'est plus possible de voir si sa voûte est authentique. Ses ogives sont en tout cas d'un profil monotorique assez fin, ce qui est cohérent avec la période de construction. Dans les angles nord-ouest et nord-est, les fûts ont été supprimés, et les trois chapiteaux qui y accueillent les ogives et formerets reposent sur des culs-de-lampe néogothiques. À l'est du croisillon, l'on a créé une niche d'autel, qui s'ouvre sous un arc trilobé également néogothique. Le croisillon sud est réduit à un renfoncement sans aucune ouverture sur l'extérieur. Le plafond prend la forme d'une voûte en berceau. Concernant le raccordement avec la nef, il est à signaler que le plafond plat actuel se situe immédiatement au-dessus des chapiteaux, et le doubleau occidental de la croisée du transept n'est donc pas visible depuis la nef.

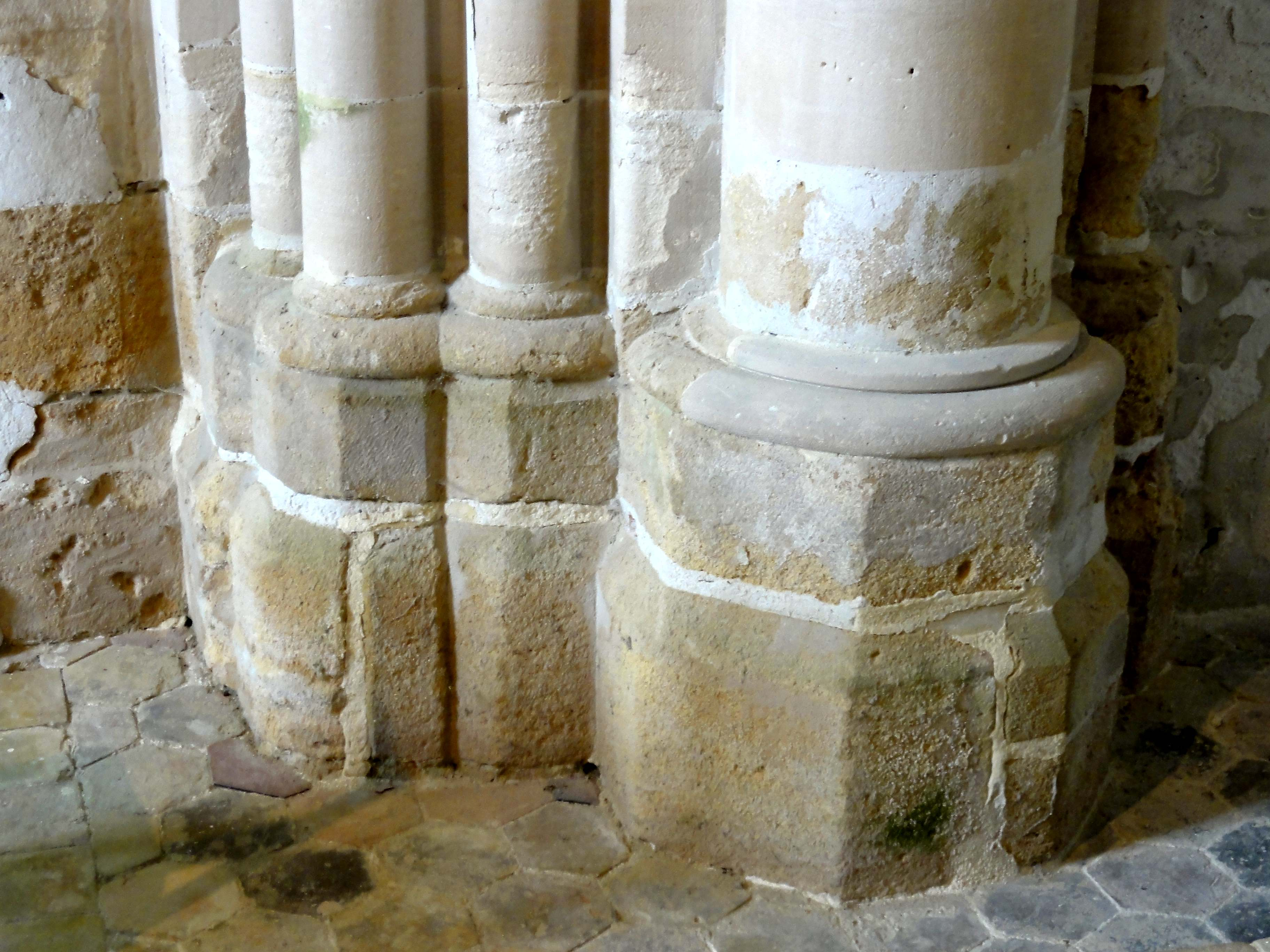
Bases des colonnettes.
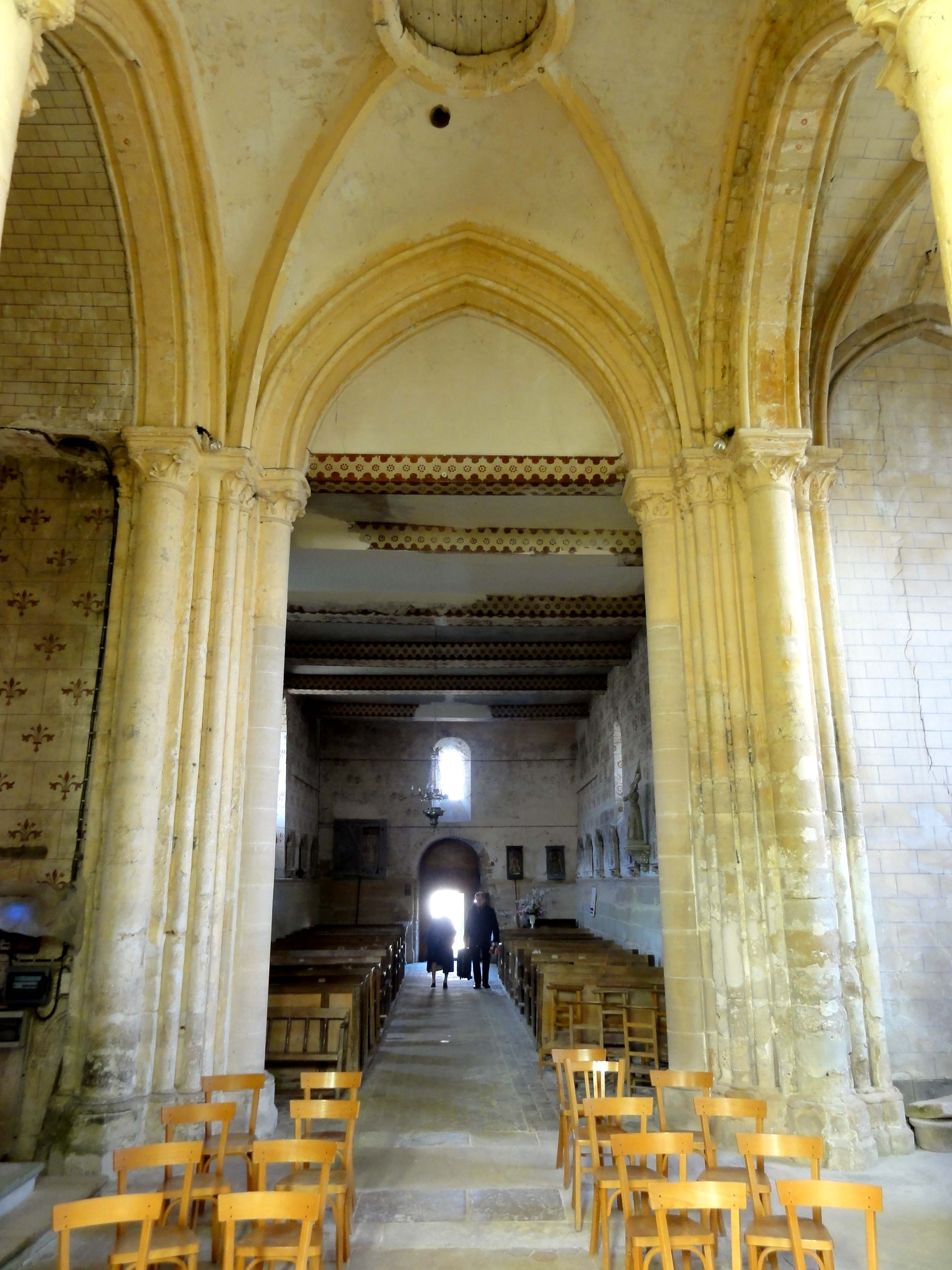
Croisée, vue vers l'ouest dans la nef.
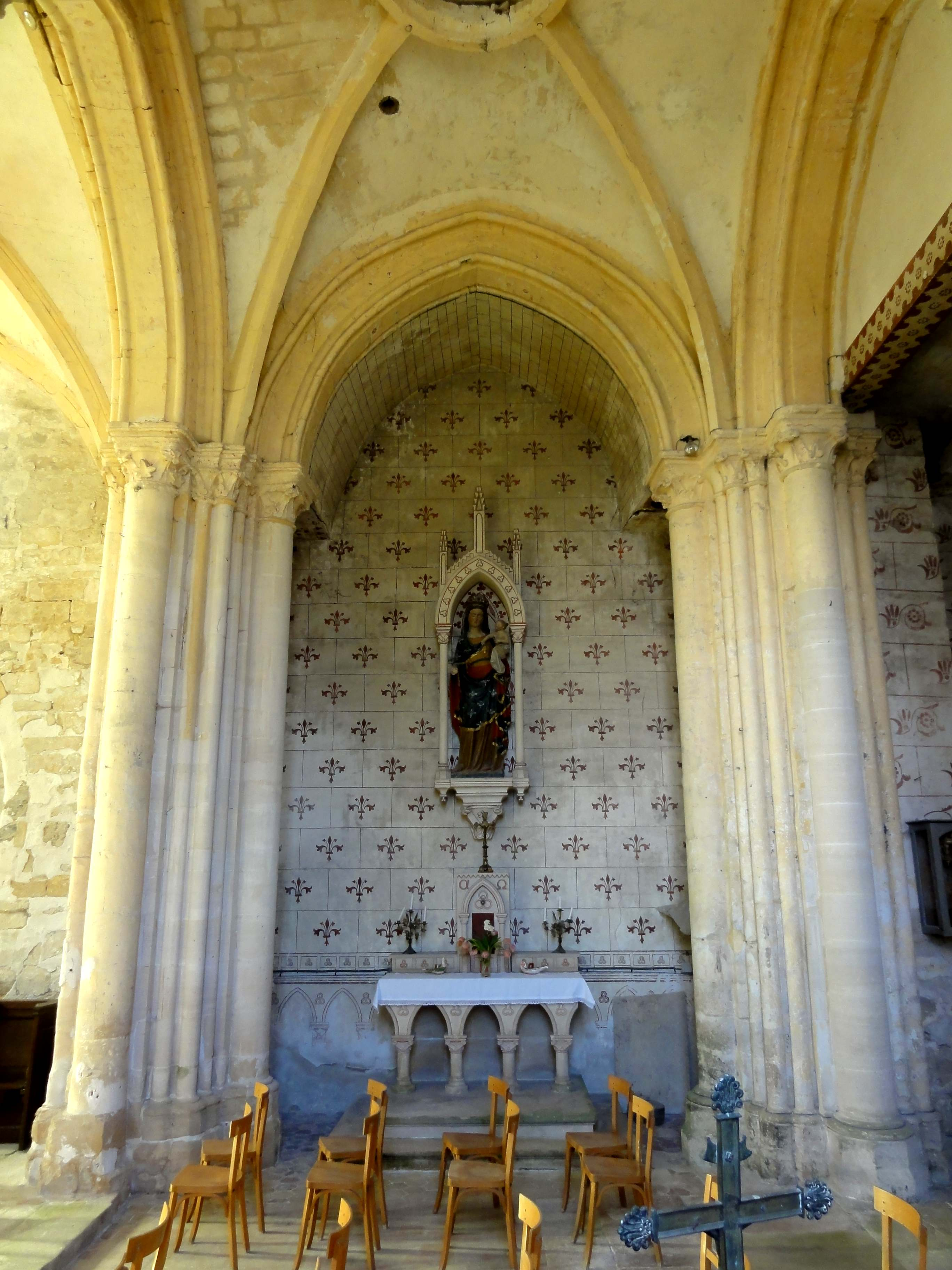
Croisée, vue vers le sud dans le croisillon sud.
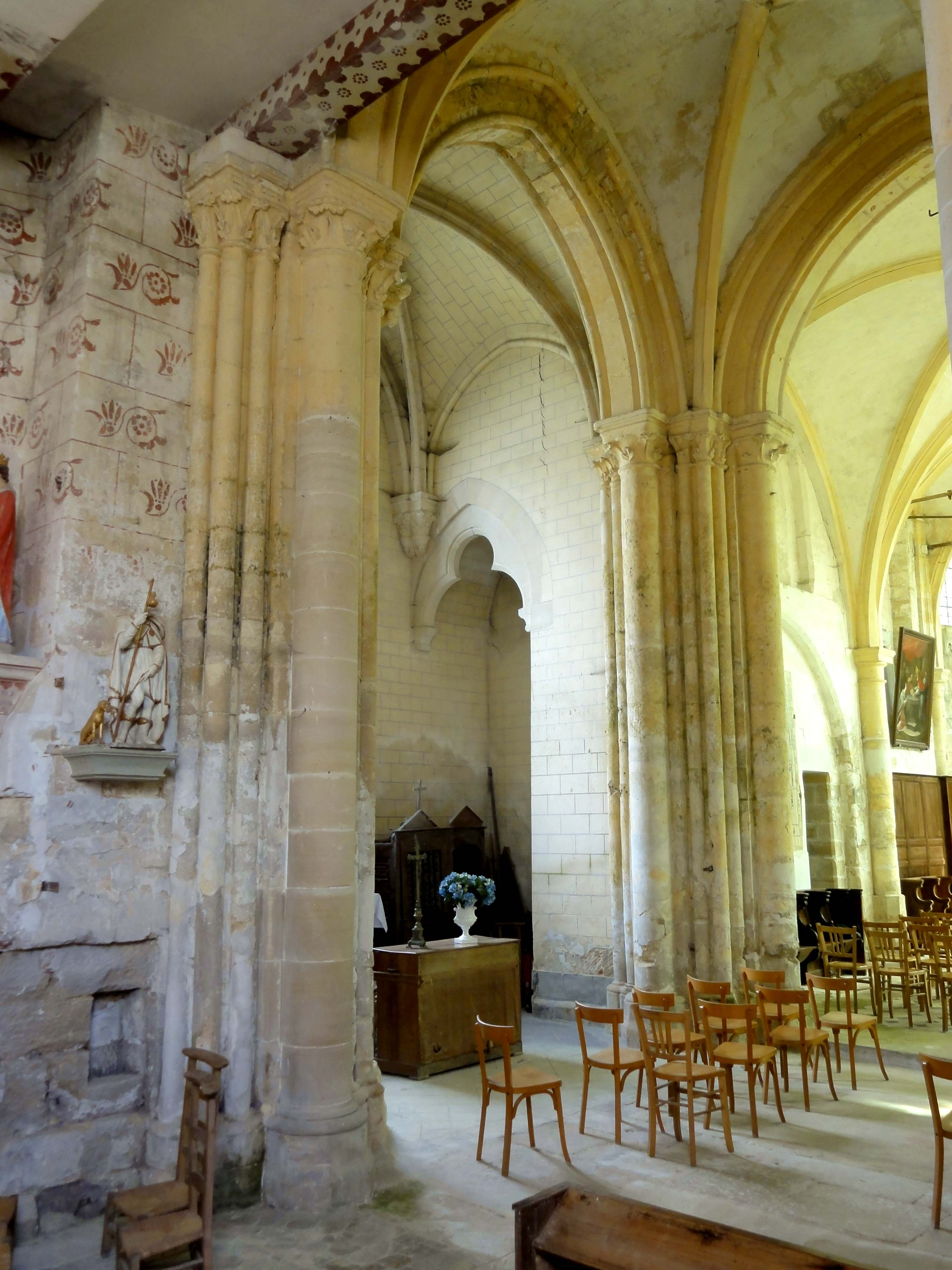
Croisée, vue vers le nord-est dans le croisillon nord.
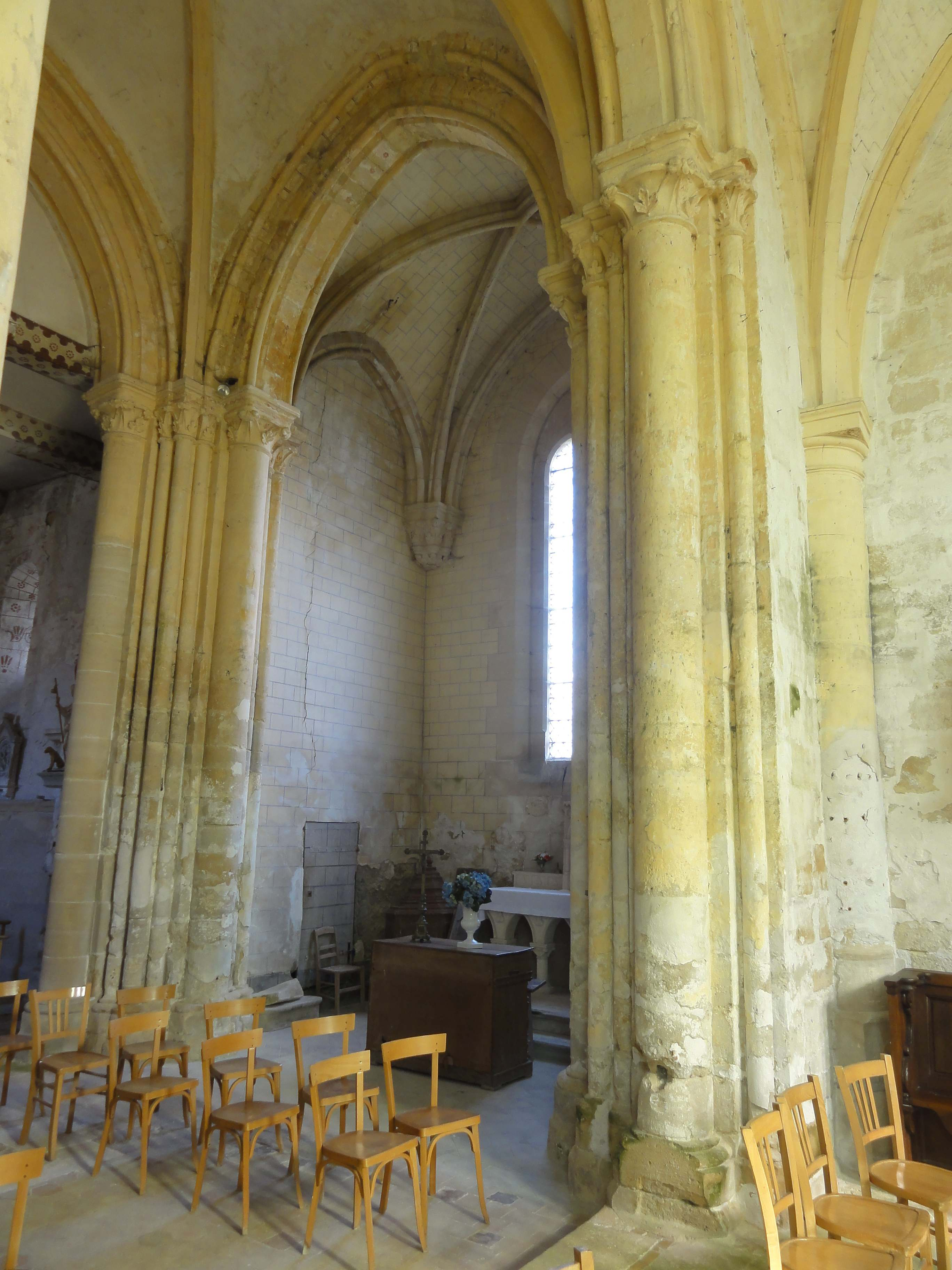
Croisee, vue vers le nord-ouest dans le croisillon.
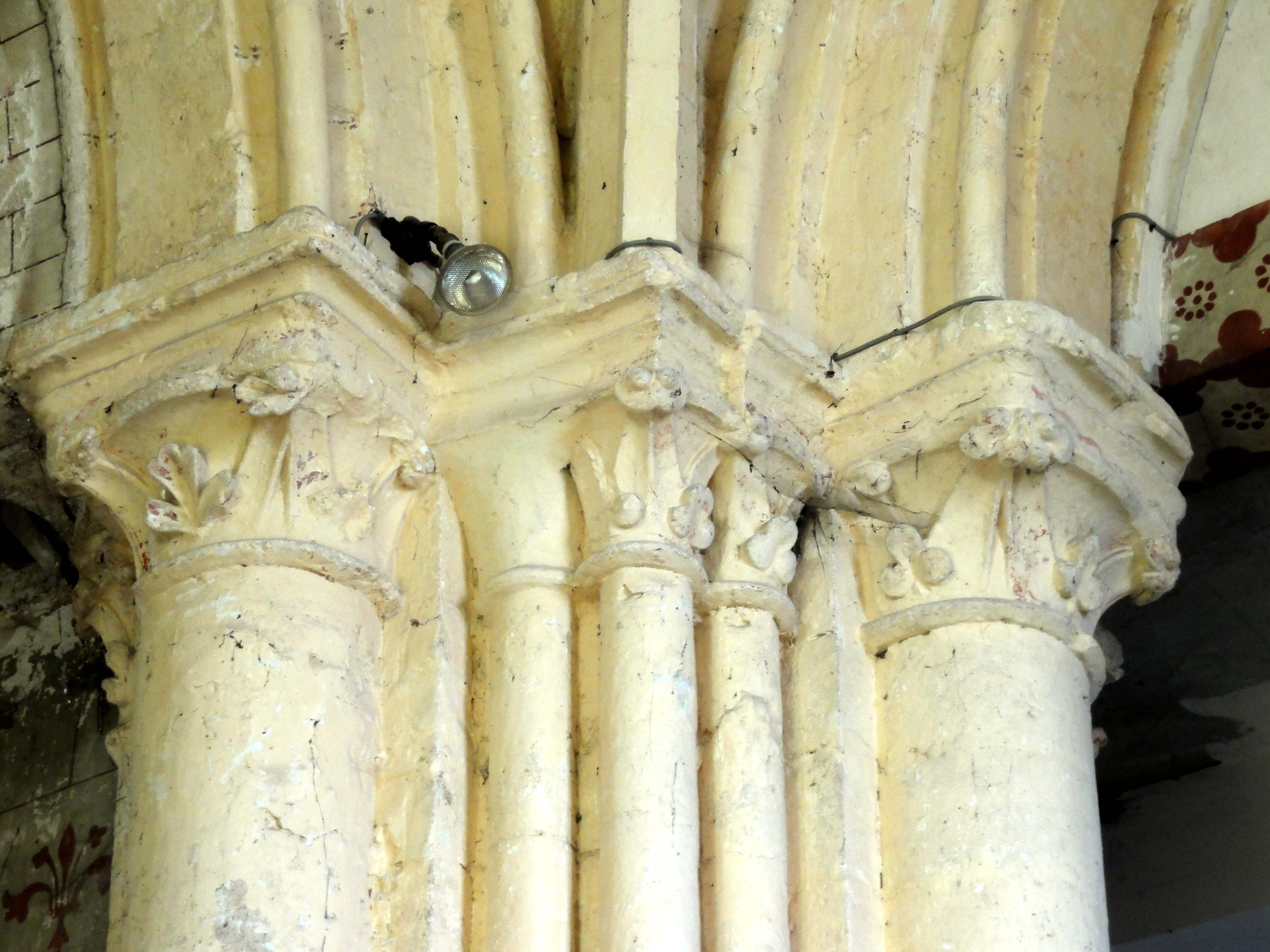
Croisée, chapiteaux dans l'angle sud-ouest.

#### Chœur

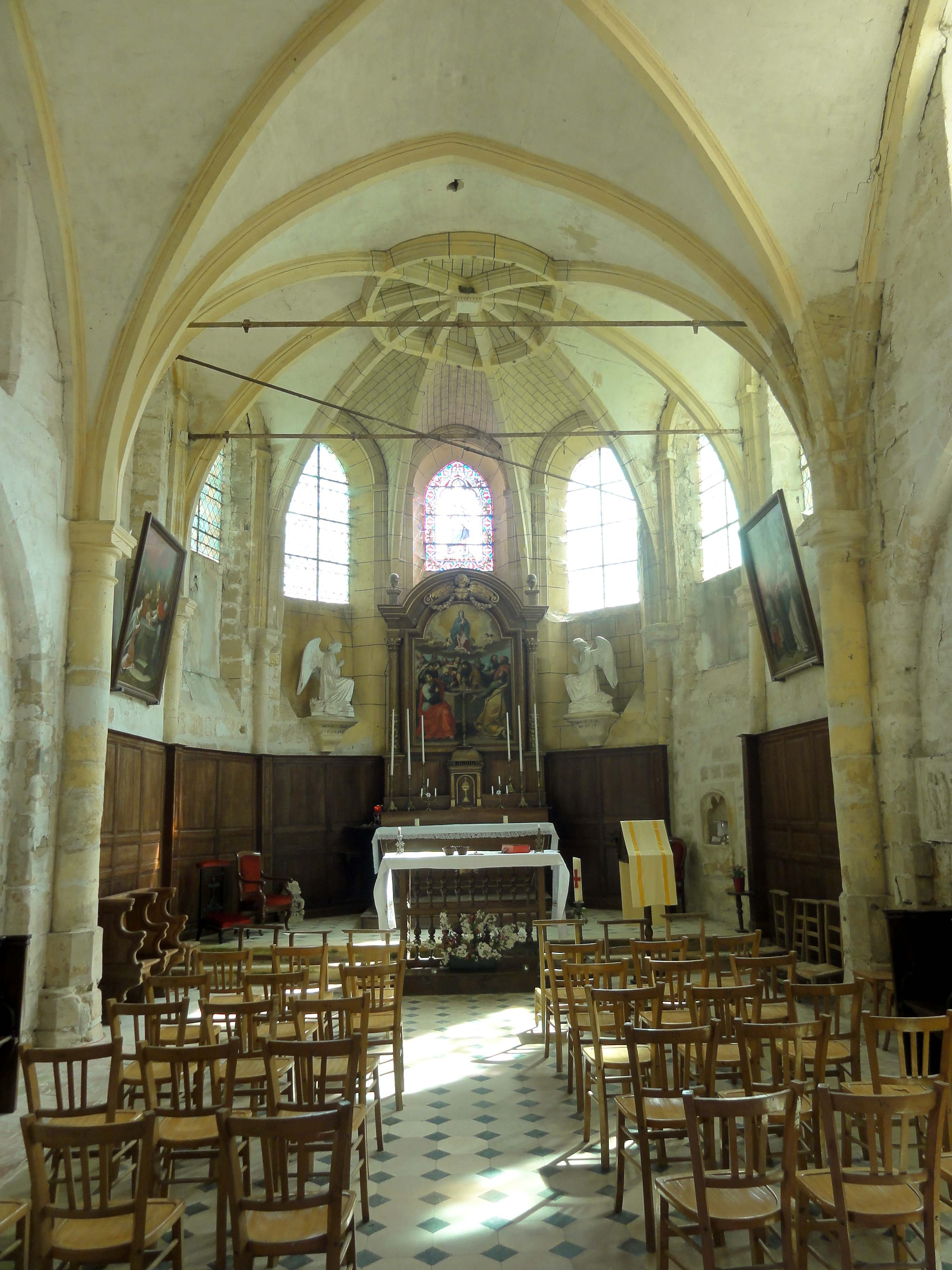
Chœur, vue vers l'est.

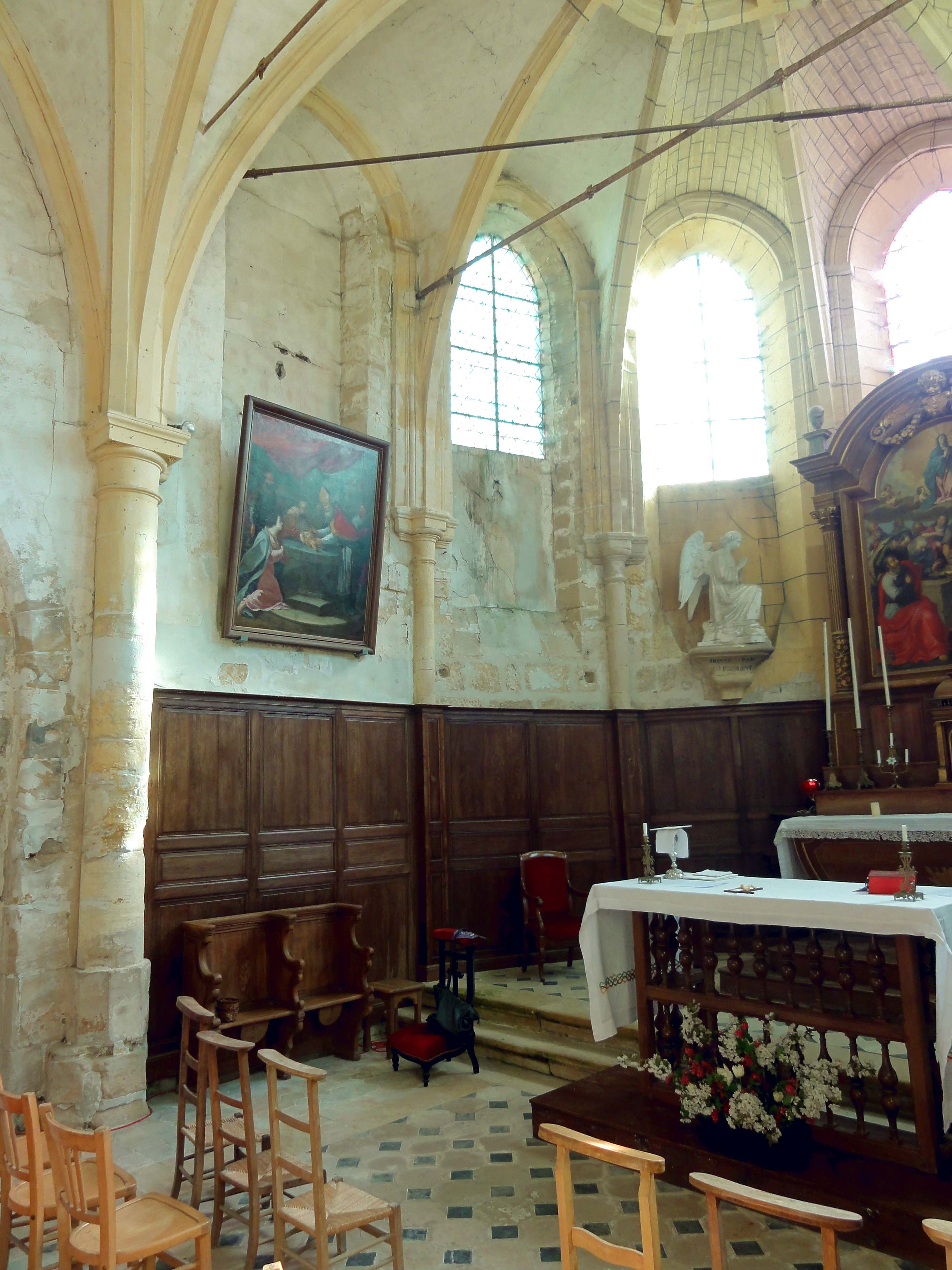
Abside, côté nord.

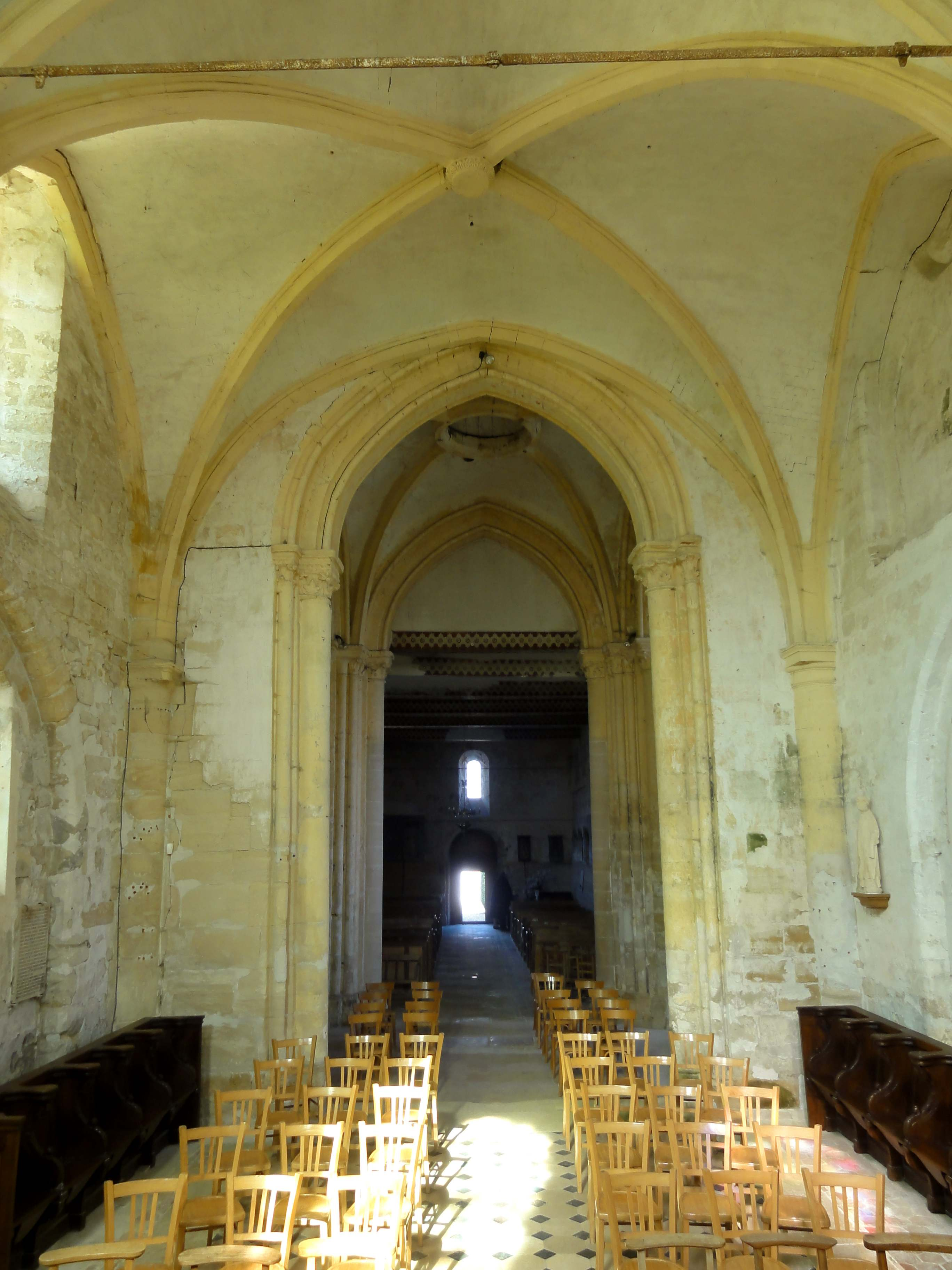
Chœur, vue vers l'ouest.

Avec ses deux travées, auxquelles l'on peut ajouter la base du clocher, le chœur est d'une profondeur considérable pour l'église d'un village aussi petit : Le Bellay-en-Vexin, Bréançon, Cléry-en-Vexin, Commeny, Grisy-les-Plâtres, Santeuil, Théméricourt, etc., se contentent d'une unique travée. La fonction de l'église de Gouzangrez comme église priorale et paroissiale à la fois peut expliquer facilement ce développement en longueur. Mais ce qui caractérise le chœur de Gouzangrez, sont surtout son abside à sept pans, sa largeur considérable, et ses voûtes secondaires de la Renaissance qui côtoient l'architecture du XIIIe siècle. Généralement, les chœurs des églises du Vexin et du Beauvaisis ne dépassent pas la largeur de la croisée du transept, qui est souvent assez restreinte en raison de sa fonction de base du clocher. Si le chœur est plus large, c'est qu'il se substitue à une abside romane, alors que le clocher plus ancien subsiste, comme à Néry, Omerville et Vétheuil. Ceci a pu être le cas à Gouzangrez pendant quelques années. Au moins à Vétheuil, la construction d'une croisée de transept plus spacieuse était apparemment prévue, tellement la base du clocher actuel est étriquée comparée aux dimensions généreuses du chœur. Parmi les autres églises du même type d'abside que Gouzangrez, l'église de Longuesse possède également un chœur assez large. Ici, l'on renonça d'emblée à la construction d'un clocher de cette largeur, ce qui devait paraître difficilement réalisable. C'est devant le même constat que le maître d'œuvre de Gouzangrez dût décider d'un changement de parti et revoir le projet à la baisse. De la sorte, l'église Notre-Dame constitue donc l'un des rares exemples d'une croisée de transept plus étroite que l'abside malgré sa date plus récente.
Cette particularité entraîne une dissociation entre les colonnettes du doubleau oriental de la croisée du transept et les colonnettes de la voûte du chœur. Le revoûtement ayant ici été effectué d'une manière plus radicale que dans la base du clocher, en incluant également les supports, ceux d'origine ont tous disparu. Les ogives et formerets tout comme le doubleau intermédiaire accusent un profil méplat couramment employé à la Renaissance, comme par exemple pour les voûtes des bas-côtés de Commeny et de la chapelle latérale sud de Wy-dit-Joli-Village refaites à cette époque, la seule église entièrement Renaissance du Vexin français, Épiais-Rhus, ou plusieurs églises Renaissance du pays de France (Attainville, Mareil-en-France, Roissy-en-France, etc.). Le millésime de 1829 inscrit (et non sculptée) sur la clé de voûte de l'abside devrait donc plutôt correspondre à une Restauration. Cette clé est un cartouche carré entouré d'un rang de denticules. La clé de la travée droite arbore un disque anciennement sculpté entouré d'un rang de feuilles simples et doubles. Pour enjoliver la voûte de l'abside, l'on a ajouté une nervure supplémentaire à vocation décorative, comme les liernes et tiercerons à la période flamboyante. Il s'agit en l'occurrence d'un cercle, qui est si irrégulièrement tracé que l'effet obtenu est contraire à celui recherché. Cette exécution peu soignée est apparemment liée à l'économie des moyens, qui se traduit aussi par le caractère dépouillé des supports des voûtes. Dans les angles nord-ouest et sud-ouest et à l'intersection des deux travées, ce sont des fûts cylindriques engagées, qui portent un chapiteau circulaire dérivé du dorique, et un tailloir carré profilé, du haut vers le bas, d'un listel, d'une doucine et d'une plate-bande. Si les chapiteaux sont dépourvus de sculpture, le dessous des parties débordantes des tailloirs est en revanche sculpté de motifs végétaux. Dans les angles de l'abside, l'on trouve des colonnettes engagées d'un diamètre réduit. Elles doivent néanmoins recevoir trois nervures. À la période gothique, l'architecte aurait opté pour l'interpénétration des nervures, que Bernard Duhamel veut avoir observé à Gouzangrez. Or, la solution adoptée ici sont des tailloirs tripartites, dont seule la partie centrale réservée à l'ogive est supporté par le fût, tandis que les parties en retrait correspondant aux formerets forment cul-de-lampe.
En dépit du changement d'aspect très important entraîné par le revoûtement, quelques éléments du XIIIe siècle restent toujours en place. Ce sont, tout d'abord, les fenêtres à lancette simple de l'abside, dont celle du nord est entièrement bouchée, et les autres, à 40 %. Au sud, la première travée est également éclairée par une lancette simple. Ce n'est qu'au nord que l'on trouve une fenêtre plus large à deux lancettes, surmontées d'un oculus, comme dans le croisillon nord. Cette fenêtre est bouchée depuis la construction de la chapelle servant de sacristie, et son sommet est coupé par le formeret de la voûte. Les voûtes gothiques devaient donc être légèrement plus élevées. En dessous des fenêtres de la première travée, qui sont situées plus haut que celles de l'abside, les murs contiennent une arcade bouchée. Dépourvues de supports, ces arcades sont en arc brisé, et ont les arêtes chanfreinées. Elles sont désaxées vers l'est, et donc éloignées des croisillons, ce qui donne à penser que les anciennes chapelles ouvrant par ces arcades ne communiquaient pas avec ceux-ci. Elles ne devaient pas non plus être voûtées, mais recouvertes par des toits en appentis, car les fenêtres se situent immédiatement au-dessus. Ces observations donnent à penser qu'il s'agissait plutôt d'enfeux que de chapelles à proprement parler. Reste à signaler en outre une petite piscine liturgique au sud de l'abside, dont la niche est taillée dans un seul bloc. Son arc est décorée par quatre festons, et non trois, ce qui est tout à fait exceptionnel. La modénature aigüe et le profil des piédroits paraissent flamboyants.

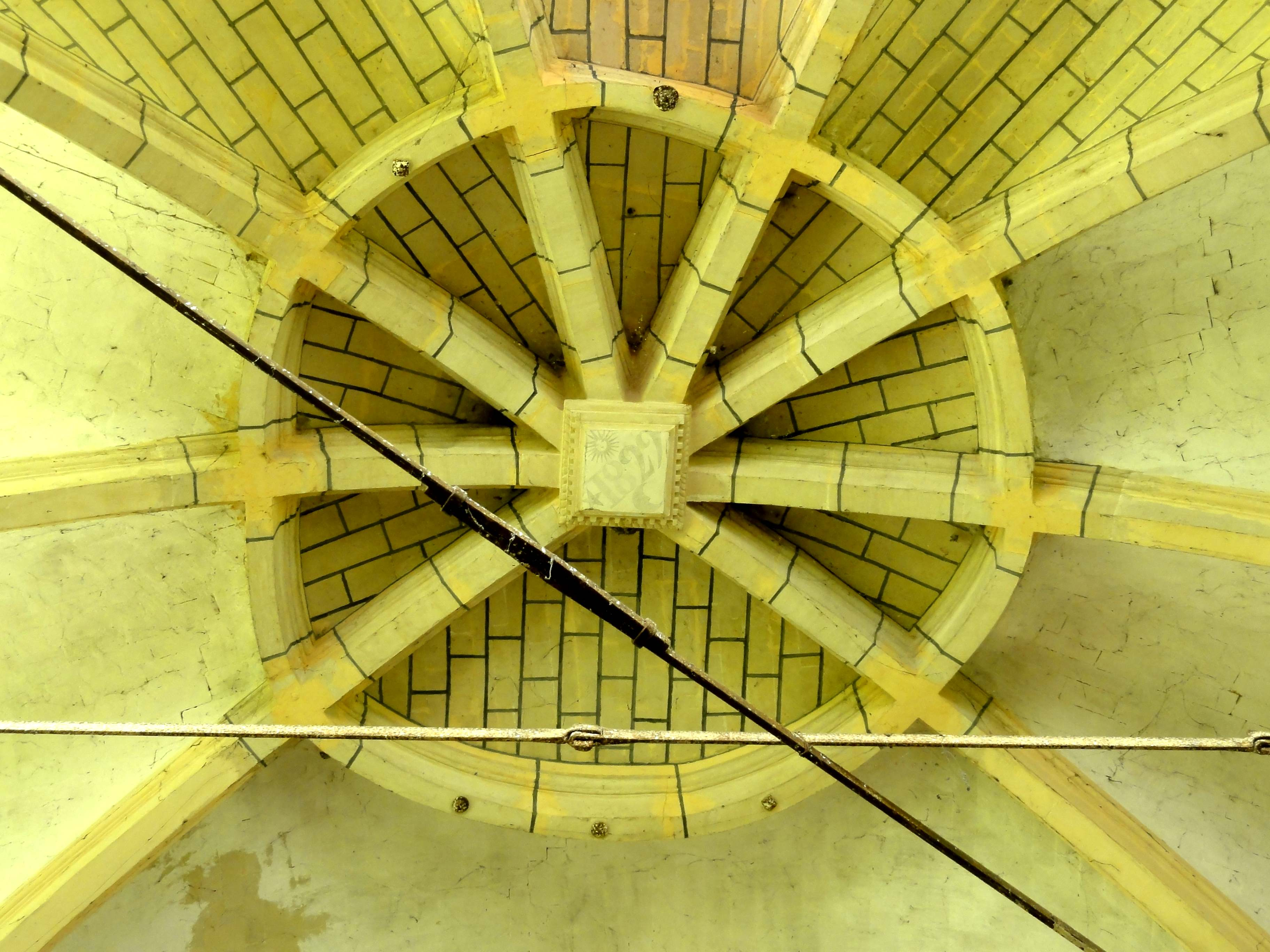
Sommet de la voûte de l'abside.
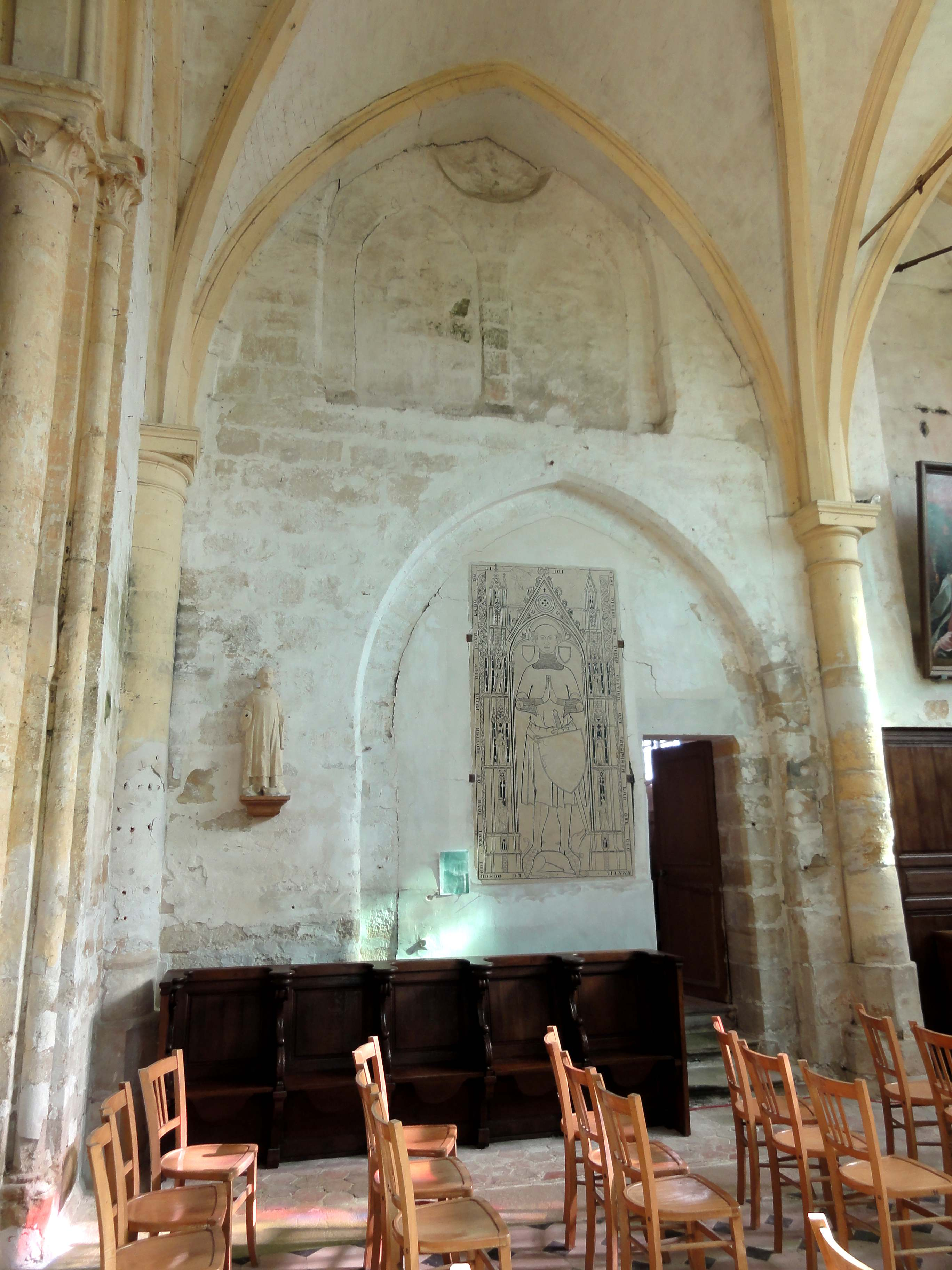
1re travée, élévation nord.
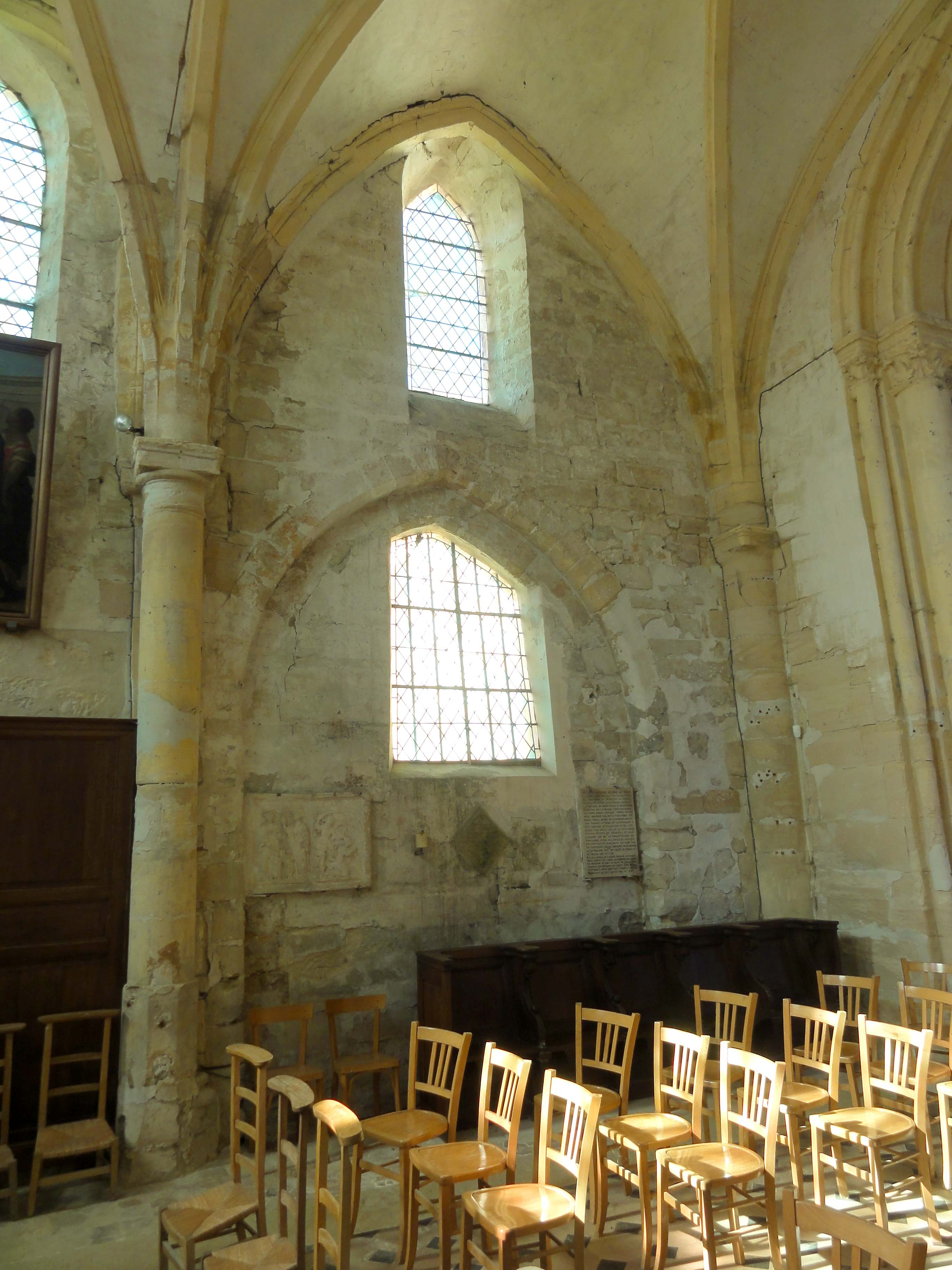
1re travée, élévation sud.
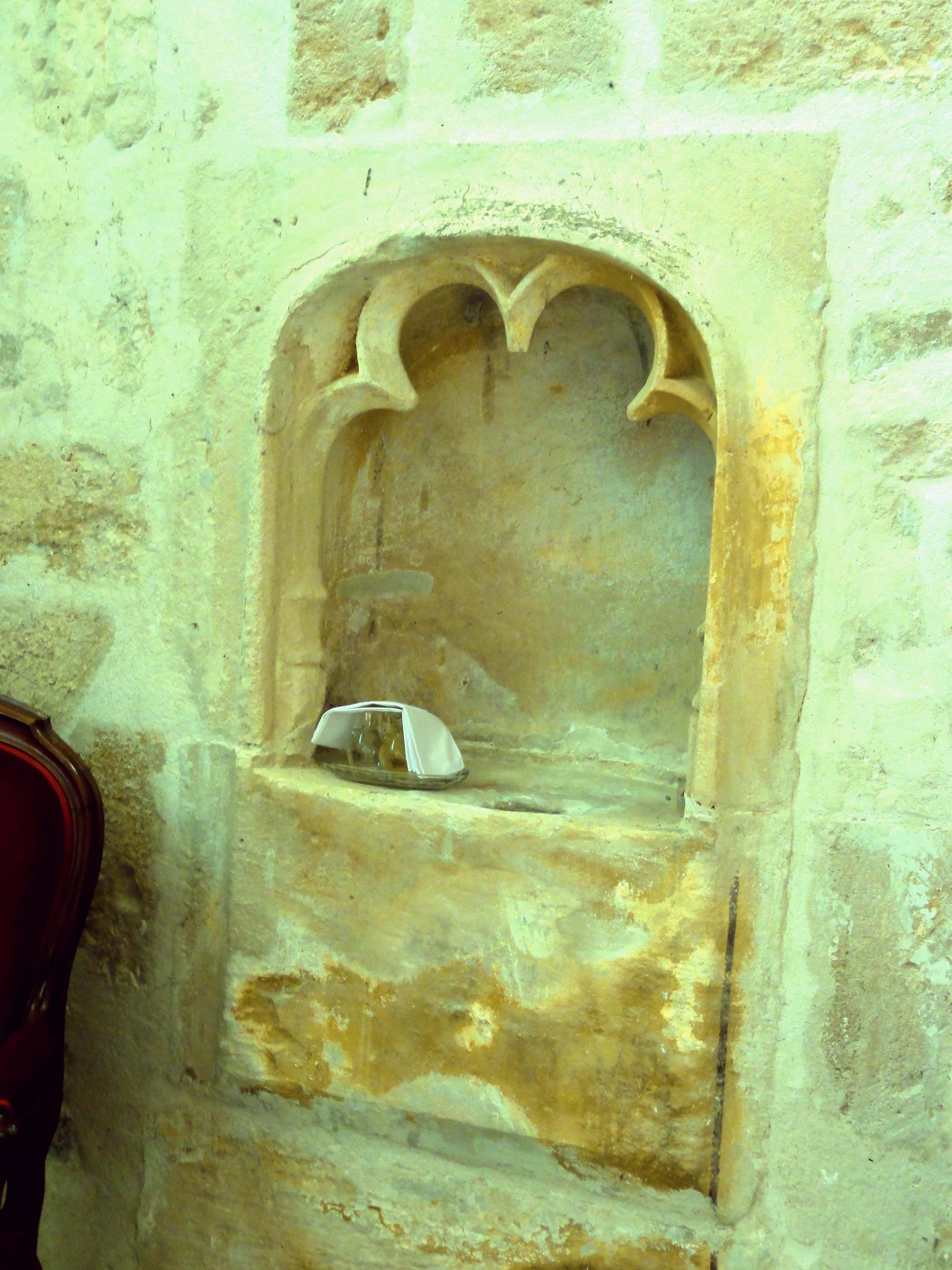
Piscine liturgique.
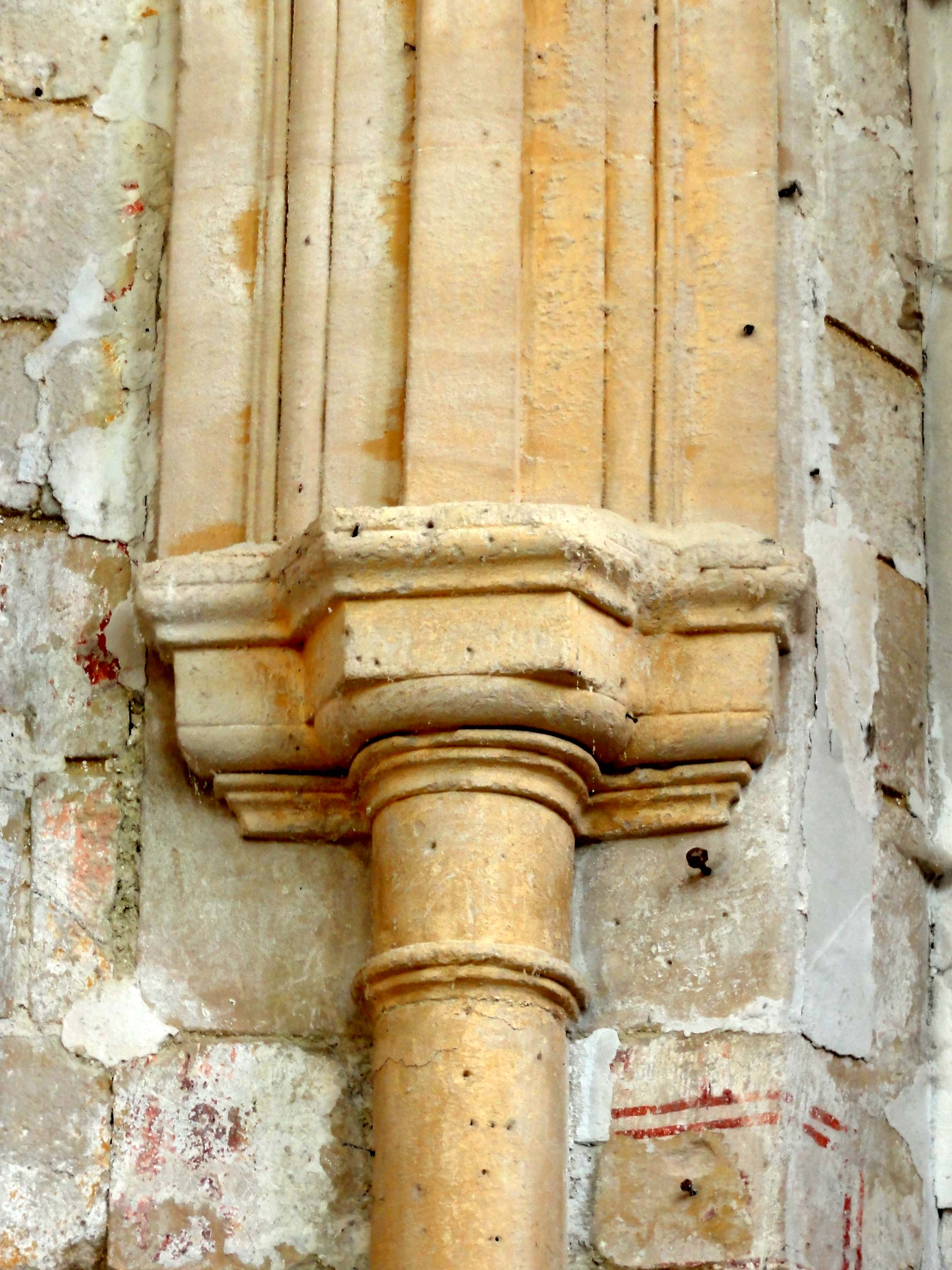
Chapiteau de l'abside.
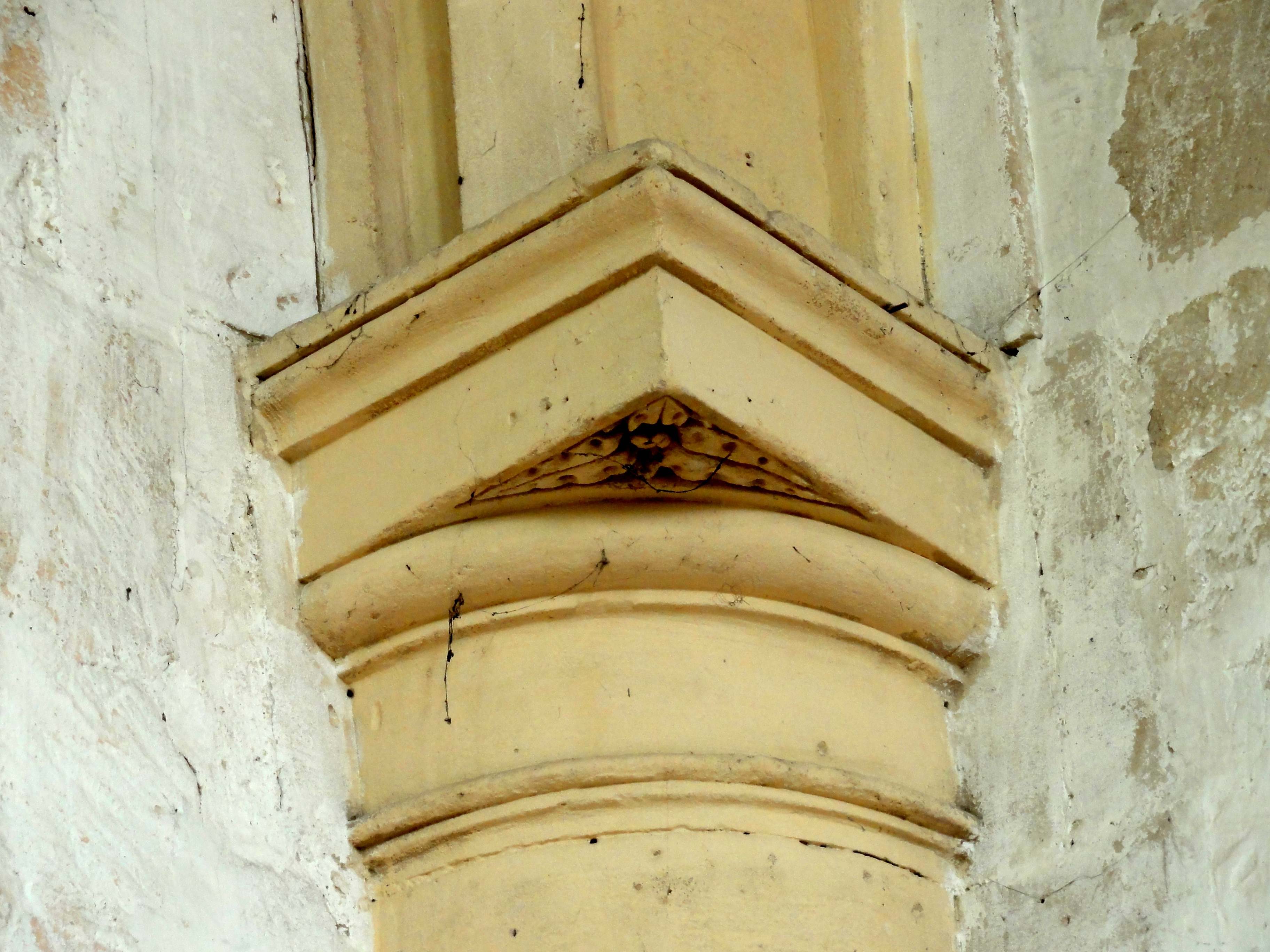
Chapiteau dans l'angle nord-ouest.

## Mobilier

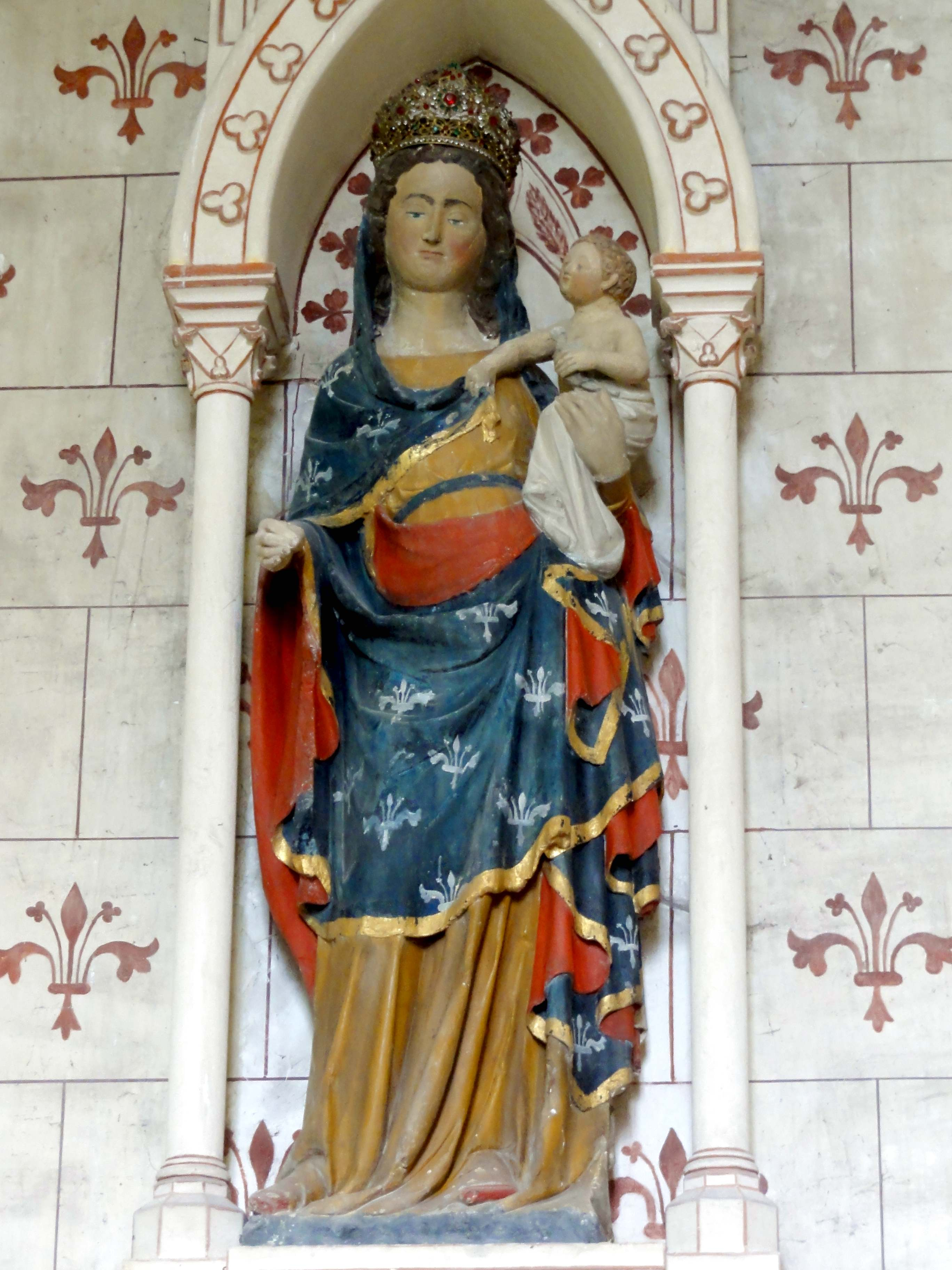
Vierge à l'Enfant.

Parmi le mobilier de l'église, deux statues de la Vierge à l'Enfant, trois tableaux peints à l'huile sur toile, trois bâtons de procession et une dalle funéraire à effigie gravée sont classés monument historique au titre objet.
- Une statue de la Vierge à l'Enfant, en pierre, mesure 195 cm de hauteur, et date du XIVe siècle. Sa place était jadis à l'intérieur de l'église, mais elle a été placée au sommet de la coupole qui coiffe la tourelle d'escalier à une époque indéterminée. Elle est néanmoins classée au titre objet depuis novembre 1908[10].
- L'autre statue de la Vierge à l'Enfant, en pierre polychrome, est des mêmes dimensions, et date de la même époque. Elle est placée dans une niche au milieu du mur méridional du croisillon sud. Son classement remonte à octobre 1905[11].
- Le bâton de procession contenant une statuette de la Vierge à l'Enfant, en bois doré, mesure 82 cm de hauteur, et date du XVIIIe siècle. Légèrement plus petit, mais sinon semblable, est le bâton de procession contenant une statuette de saint Roch, qui date de la même époque. Un troisième bâton de procession en bois doré mesure seulement 72 cm de hauteur, et date de la limite XVIIe / XVIIIe siècle. Il abritait la statuette d'une sainte non identifiée, qui a aujourd'hui disparu. Les trois bâtons de confrérie sont classés depuis mars 1966[12],[13],[14].
- Le tableau représentant le Mariage de la Vierge mesure 165 cm de hauteur et 121 cm de largeur, et a été peint entre 1625 et 1630 environ. Il est attribué à Jacques de Létin, et est classé depuis juillet 1996[15].
- Le tableau représentant la Circoncision de Jésus mesure 160 cm de hauteur et 120 cm de largeur, date de la même période précédent, et peut être attribué au même artiste[16].
- Le tableau de retable représentant l'Assomption de Notre-Dame mesure 215 cm de hauteur et 140 cm de largeur, et date du second quart du XVIIe siècle. Il a probablement été réalisé par l'atelier de Jacques de Létin. Son classement n'est intervenu qu'en septembre 2006. À l'instar des deux autres tableaux, il a bénéficié d'une restauration[17].
- La dalle funéraire en pierre calcaire de Pierre de Pedou, écuyer, mesure 242 cm de hauteur et 119 cm de largeur, et date de 1333. Le défunt est figuré sous une arcade trilobée surmonté d'un gâble à crochets flanqué de deux pinacles. L'épitaphe portée sur le pourtour se lit comme suit « Cy gist Pierre de Pedou escuyer qui trespassa l'an MCCCXXXIII le mercredi XXVIe jour de janvier priez Dieu pour l'ame de li ». Cette dalle est classée depuis novembre 1911[18], et a été récemment mise en valeur par une restauration.

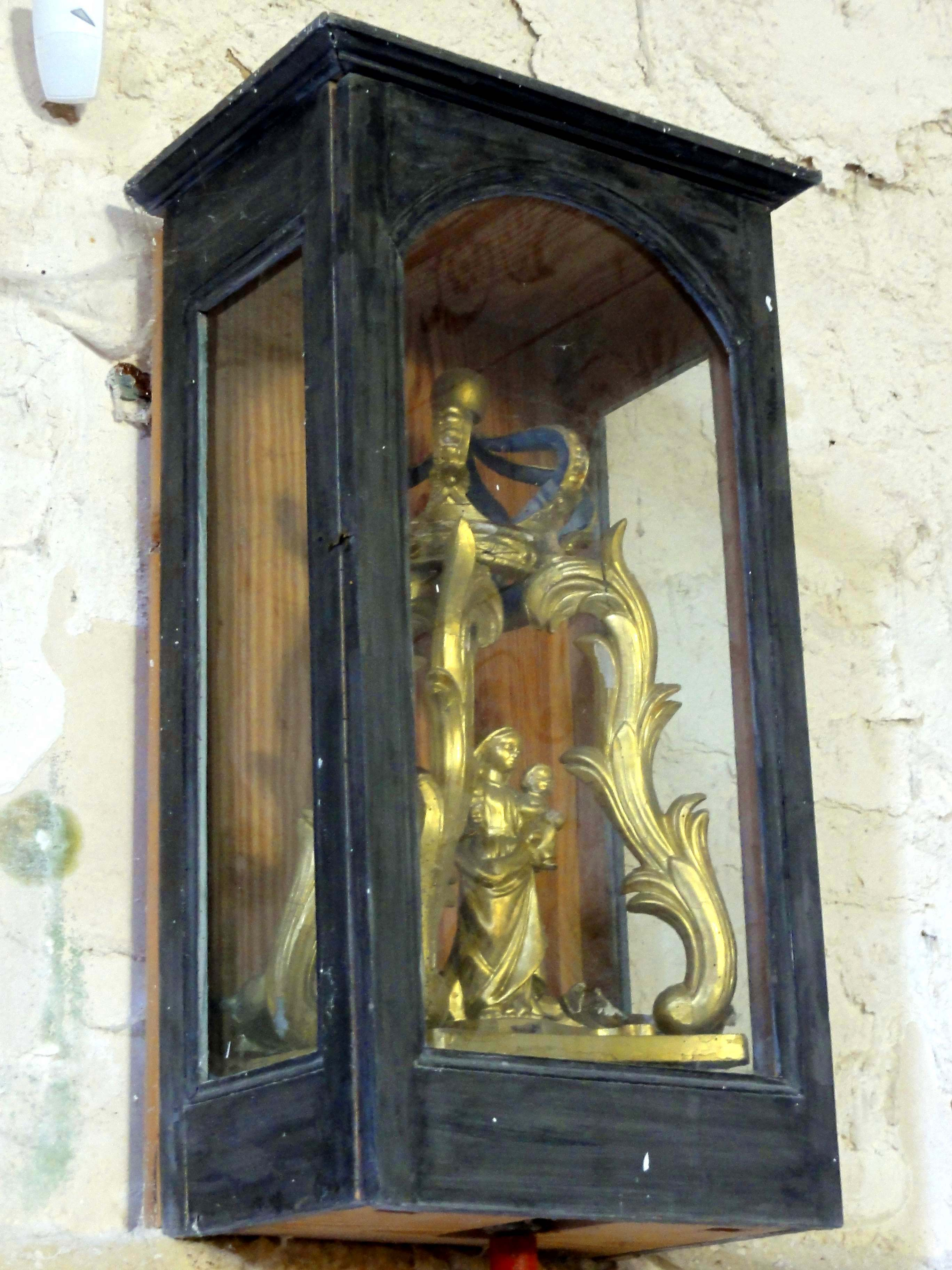
Bâton de procession - Vierge à l'Enfant.
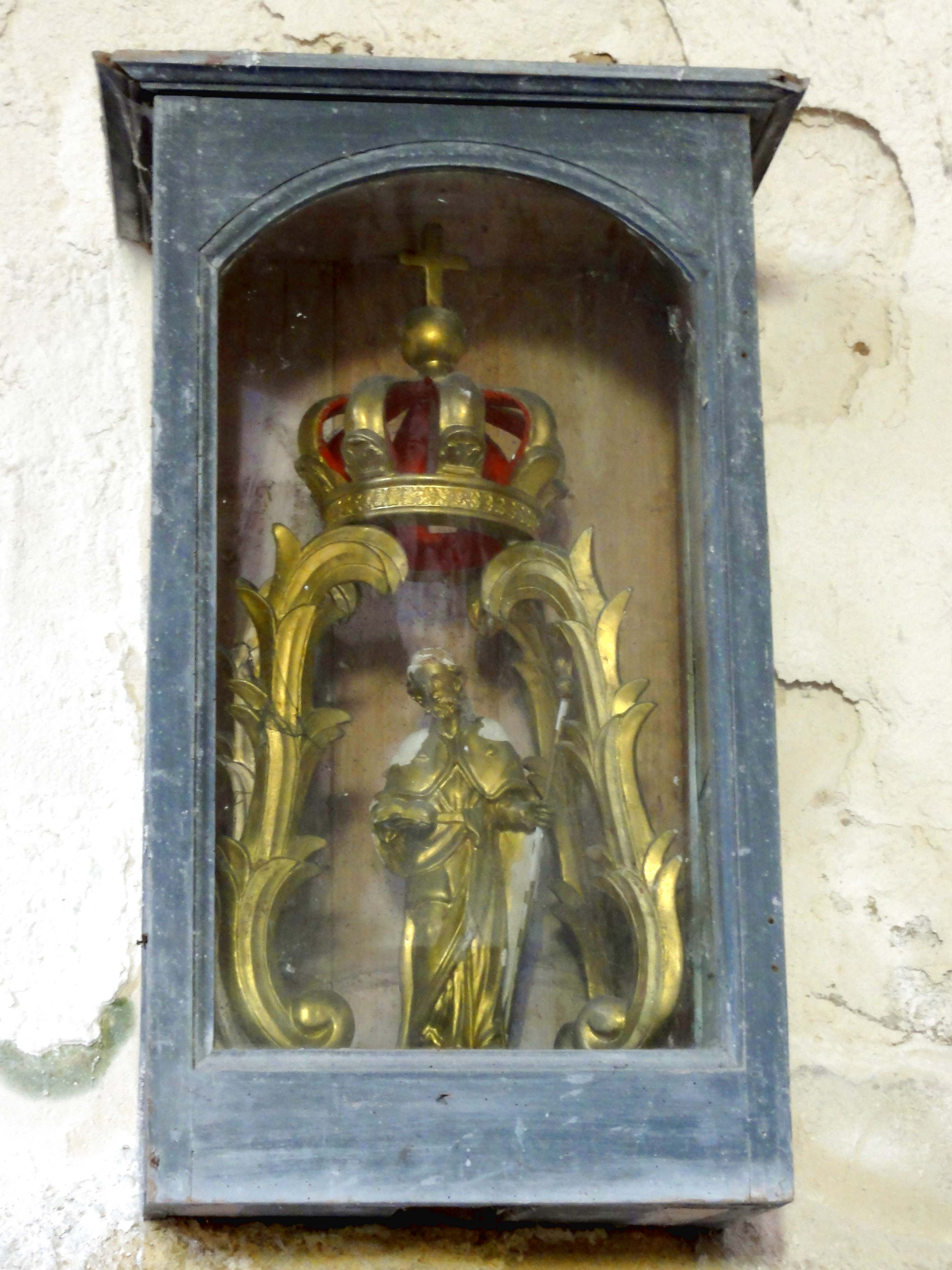
Bâton de procession - saint Roch.
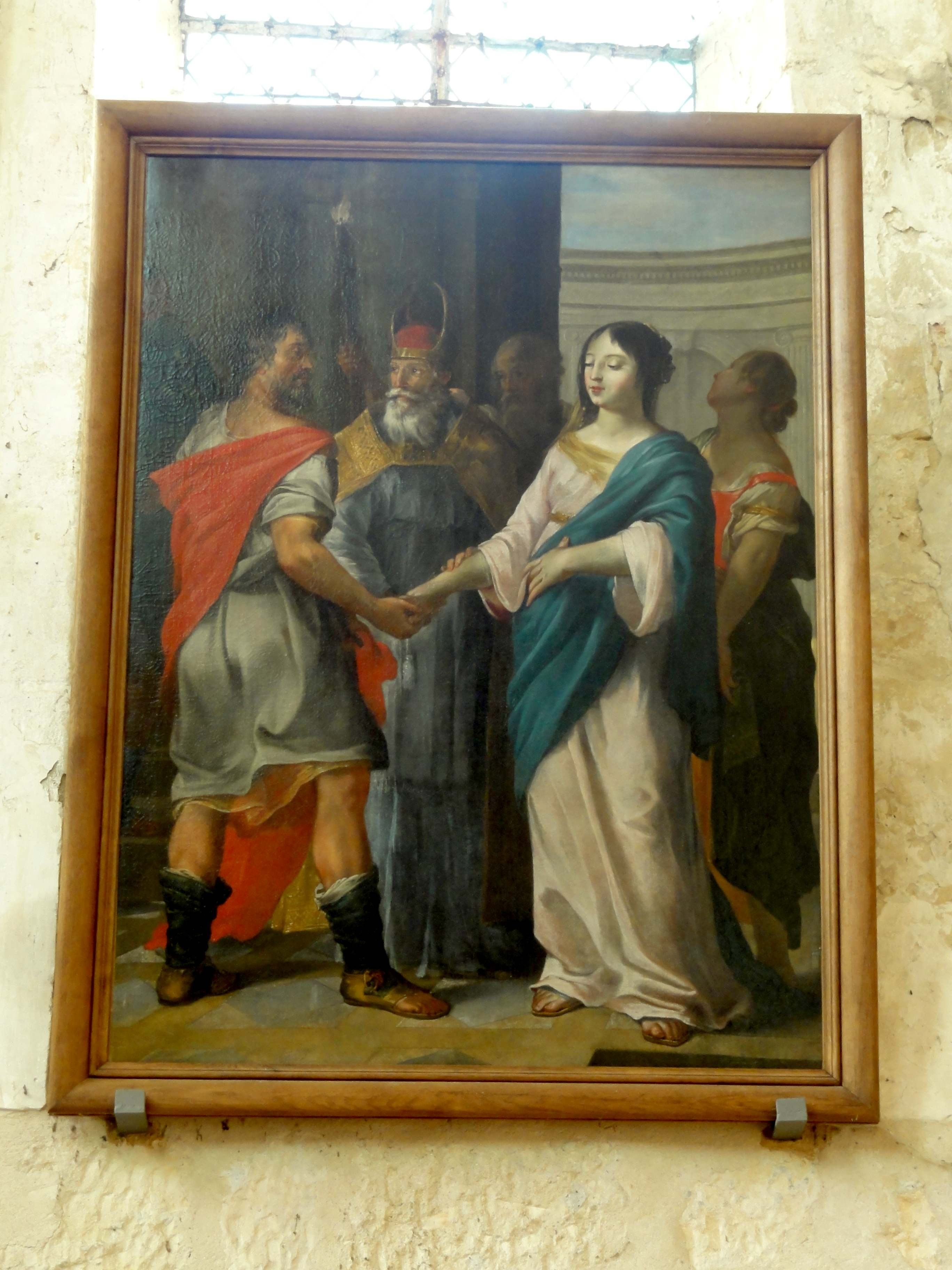
Tableau - Le mariage de la Vierge.
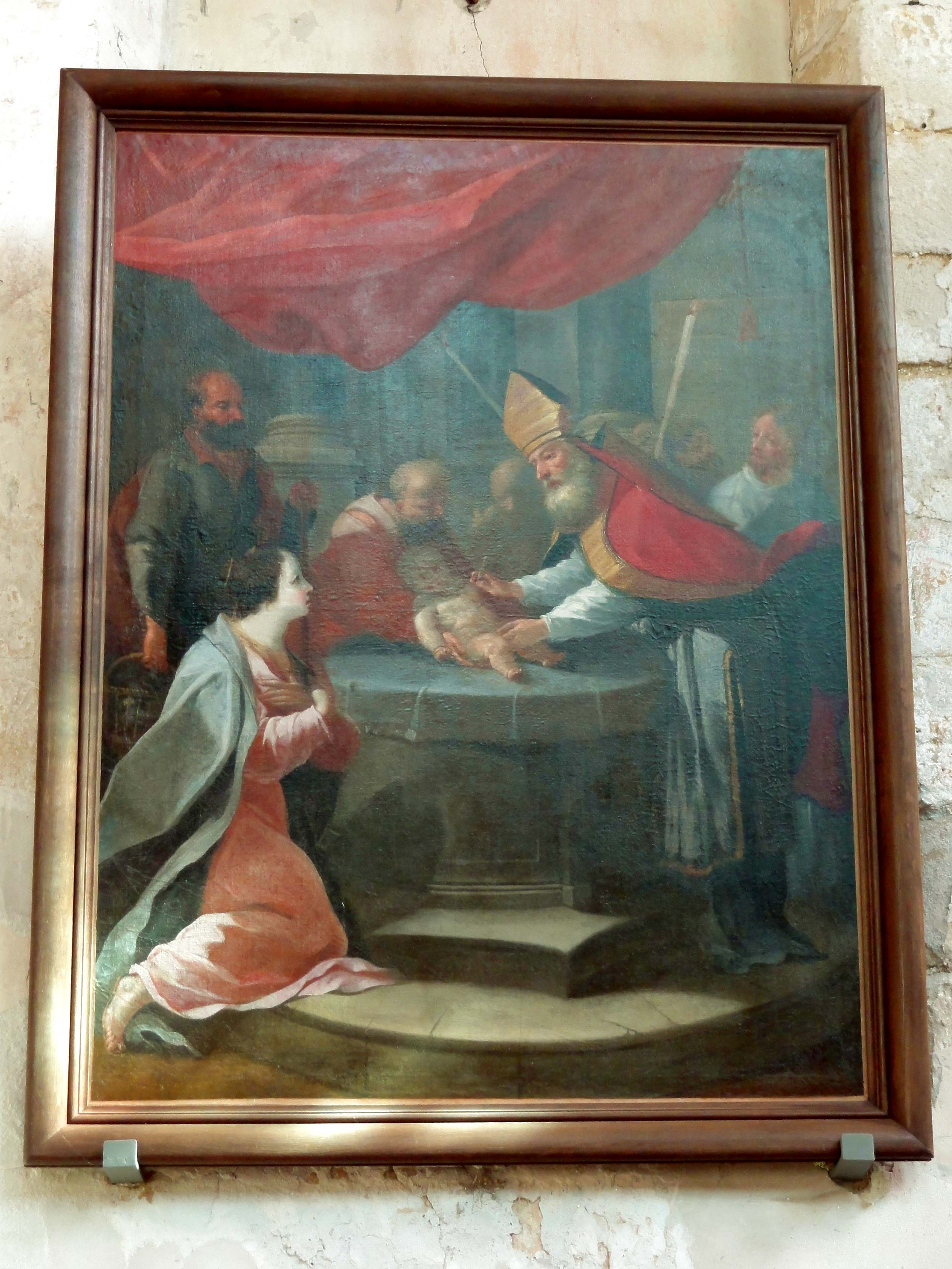
Tableau - La Circoncision de Jésus.
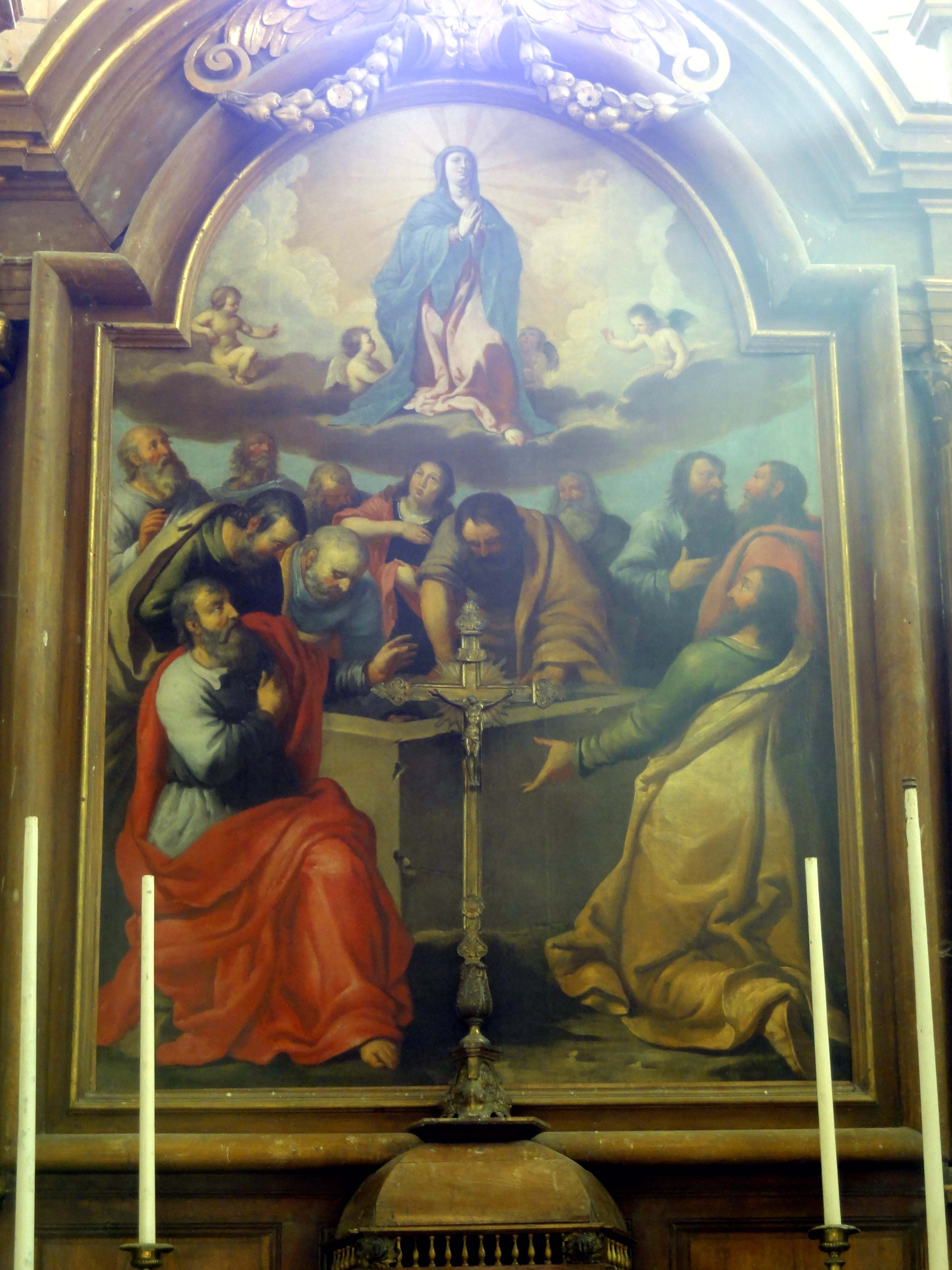
Tableau - L'Assomption de Marie.
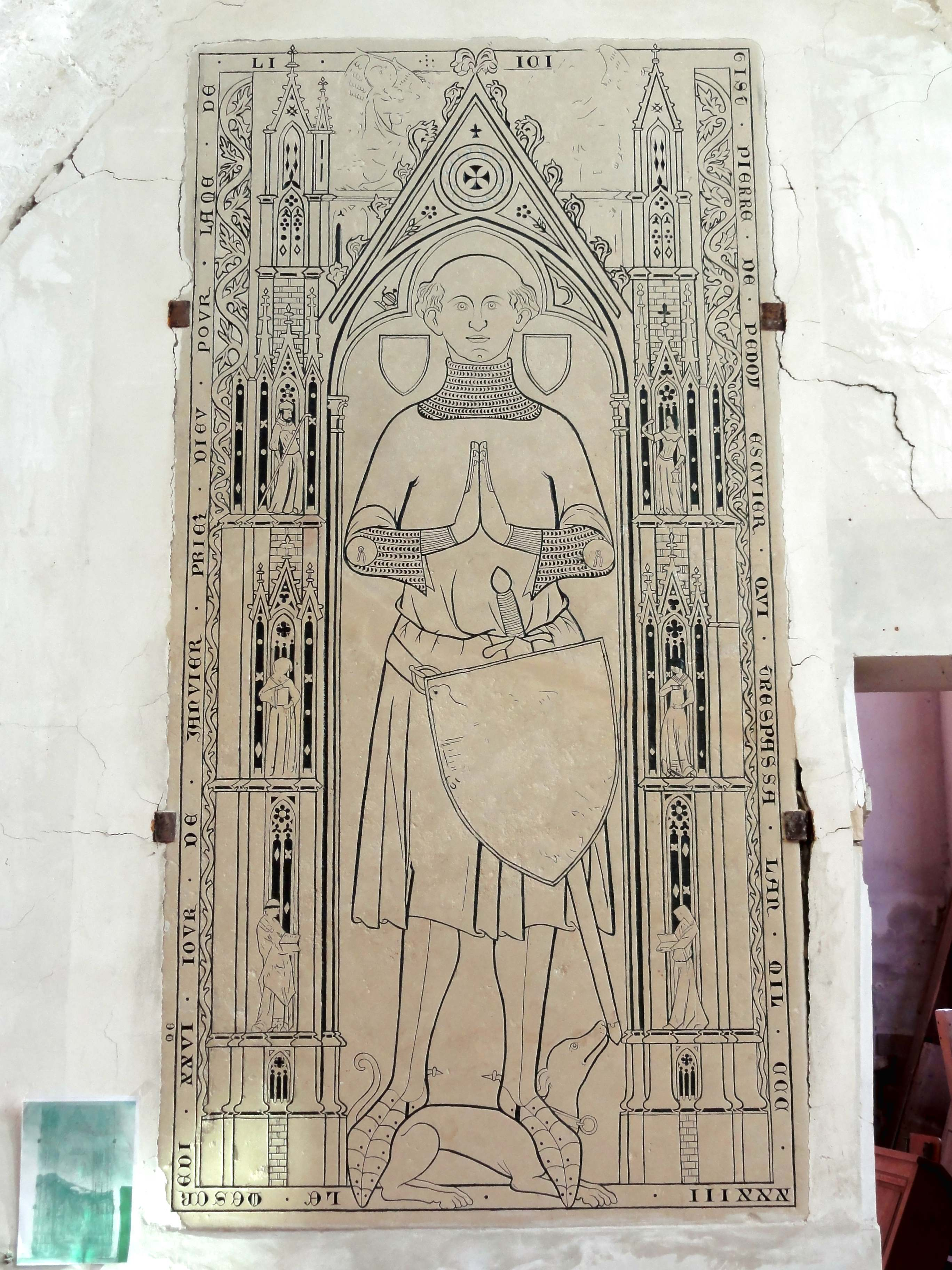
Dalle funéraire de Pierre de Pedou, 1333.